# Locquirec
Locquirec [lɔkiʁɛk]  est une commune française du département du Finistère, en région Bretagne.
Ses habitants sont appelés les Locquirécois.

## Géographie

### Situation

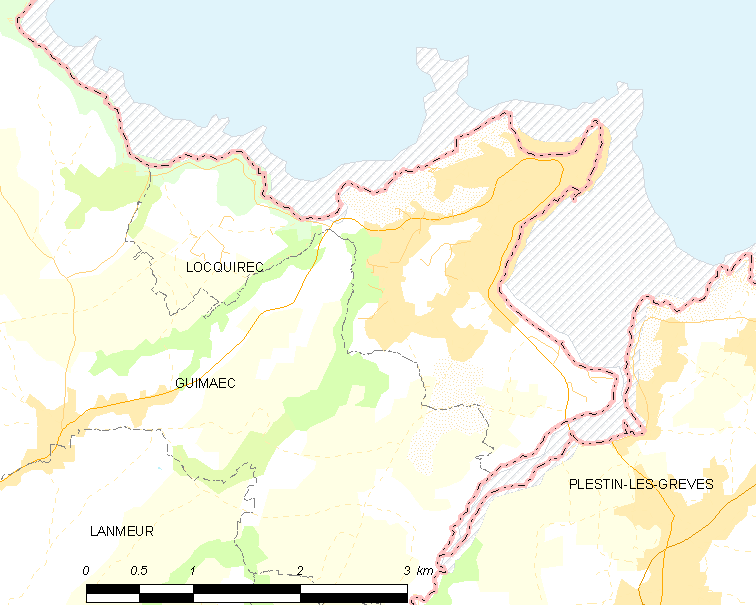
Carte de la commune de Locquirec.

Locquirec est une petite station balnéaire bretonne sur la Manche, située à la limite du Finistère et des Côtes-d'Armor. La commune est située sur une presqu'île qui s'étire dans la Baie de Lannion. La vue de la pointe de Locquirec offre un panorama sur toute la partie ouest de la côte de granit rose, de l'île Milliau à Plestin-les-Grèves, en passant par Trébeurden, Saint-Michel-en-Grève et Tréduder.
Le bourg est formé autour de l'église et du port de plaisance. La commune de Locquirec abrite plusieurs plages : celle du port, au centre du village, Pors Ar Villec, les Sables Blancs, le Moulin de la Rive, la plage du Fond de la Baie. Quelle que soit la direction du vent, on est assuré de trouver une plage à l'abri. La plage du port est très prisée grâce à son exposition au sud-est rare en Bretagne nord. La commune possède aussi des falaises assez élevées, pouvant atteindre une cinquantaine de mètres, formant des pointes (Pointe du Château, Pointe du Corbeau, Pointe au nord-est du Moulin de la Rive) ; le finage communal culminant à 66 mètres au sud du hameau du Varcq.
Le bourg de Locquirec est longtemps resté peu important : ainsi en 1886, le bourg ne compte que 232 habitants agglomérés au chef-lieu, le reste de la population communale, forte en tout de 1 089 habitants cette année-là, étant dispersé dans le reste du finage communal.
| La Manche | La Manche | La Manche                        |
| Guimaëc   | Locquirec | La Manche                        |
| Guimaëc   | Guimaëc   | Plestin-les-Grèves Côtes-d'Armor |

La baie de Locquirec est formée par l'embouchure du fleuve côtier le Douron, qui sépare les deux départements du Finistère et des Côtes d'Armor, Locquirec étant sur sa rive gauche et Plestin-les-Grèves sur sa rive droite.

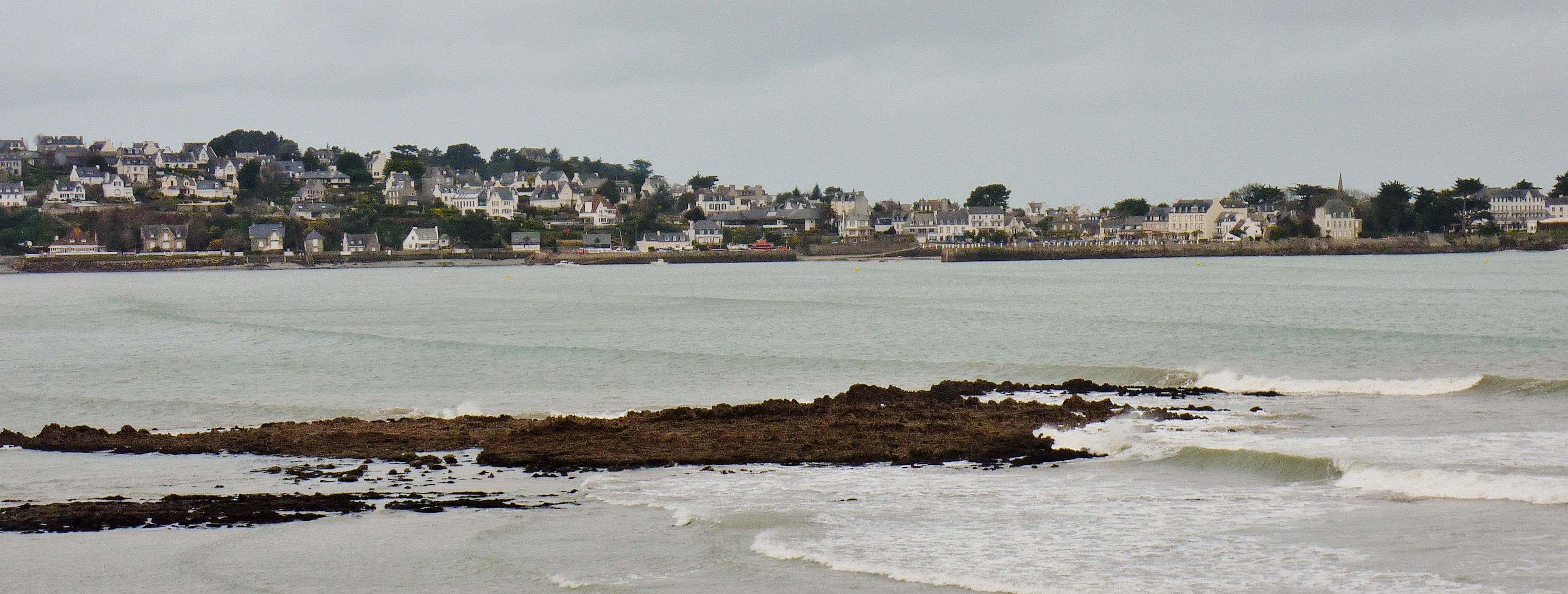
Locquirec vu depuis la plage du Fond de baie.
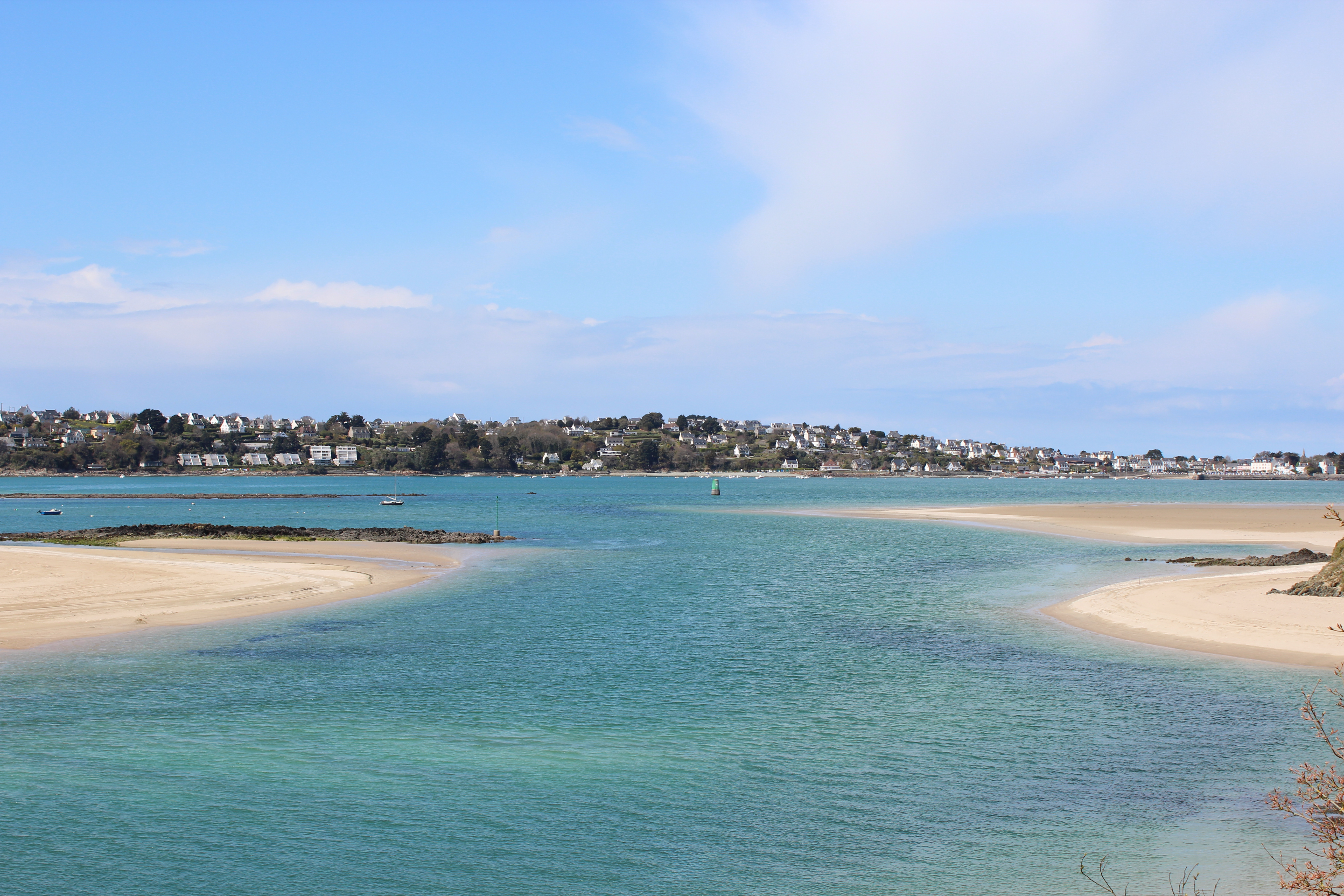
Locquirec : vue depuis l'anse de Porz Morvan.
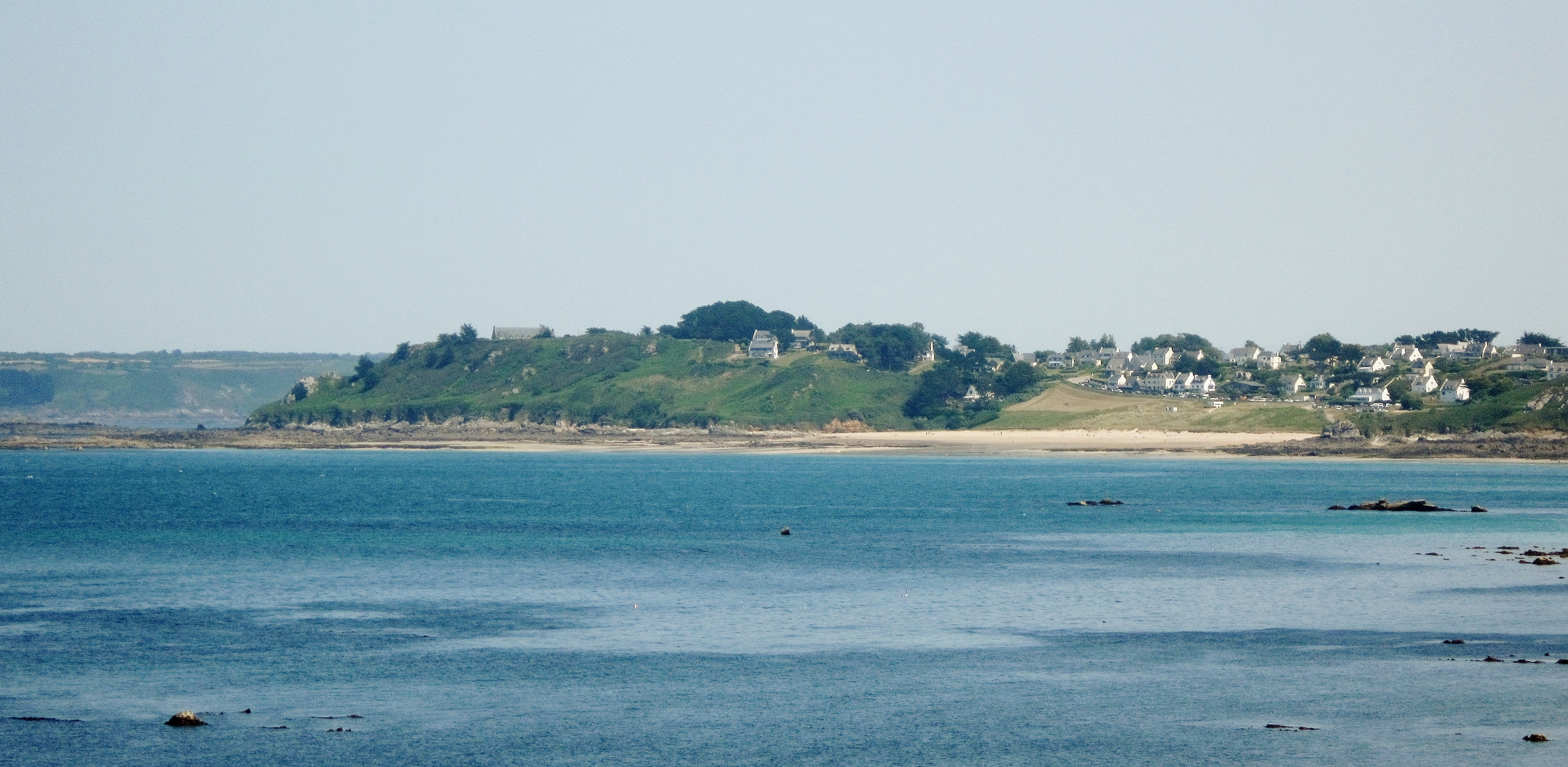
Locquirec : la pointe du Corbeau et la plage des Sables Blancs vus depuis le GR 34 à l'ouest de Poul Rodou (en Guimaëc).
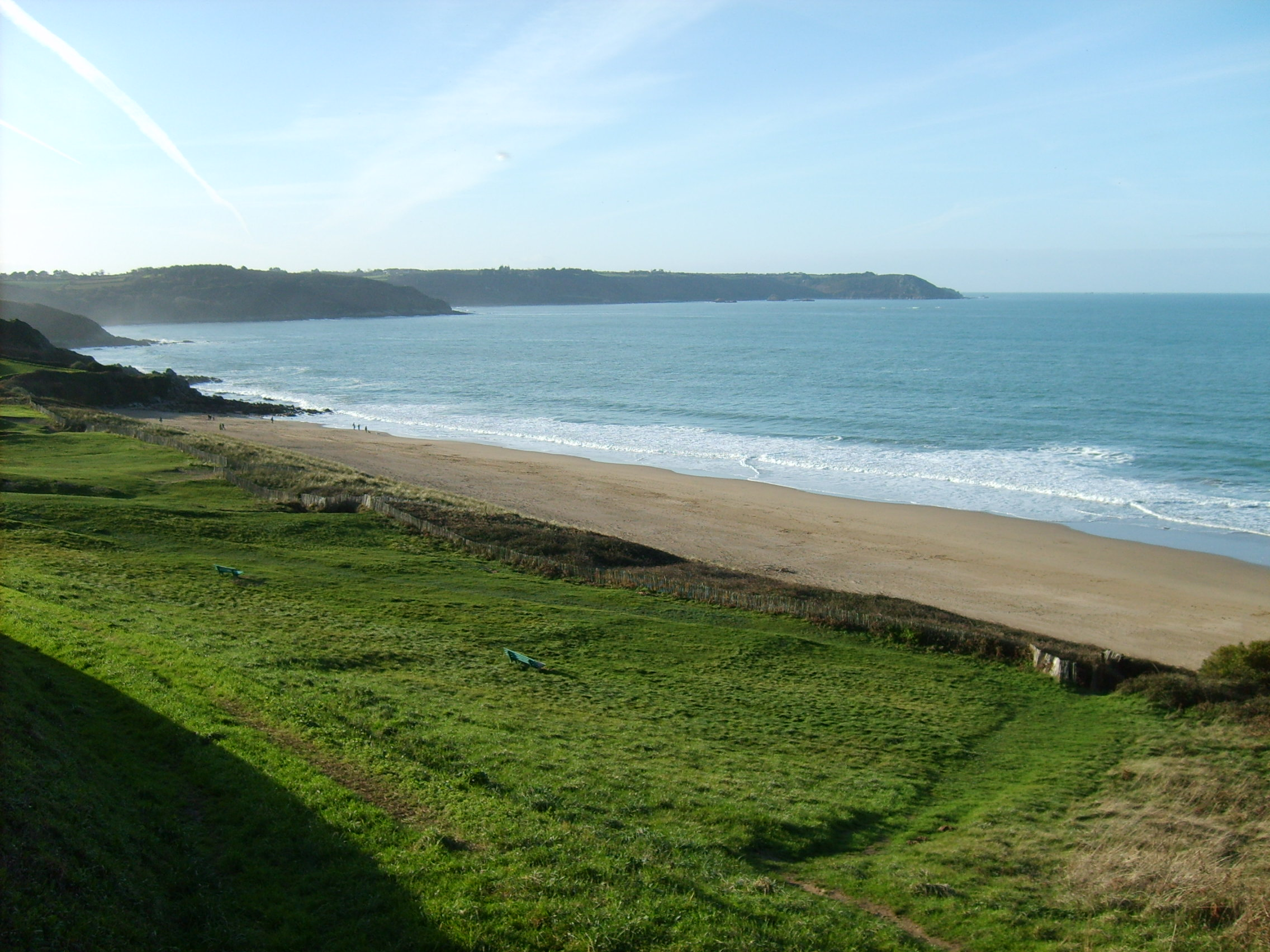
Locquirec : la plage des Sables Blancs.
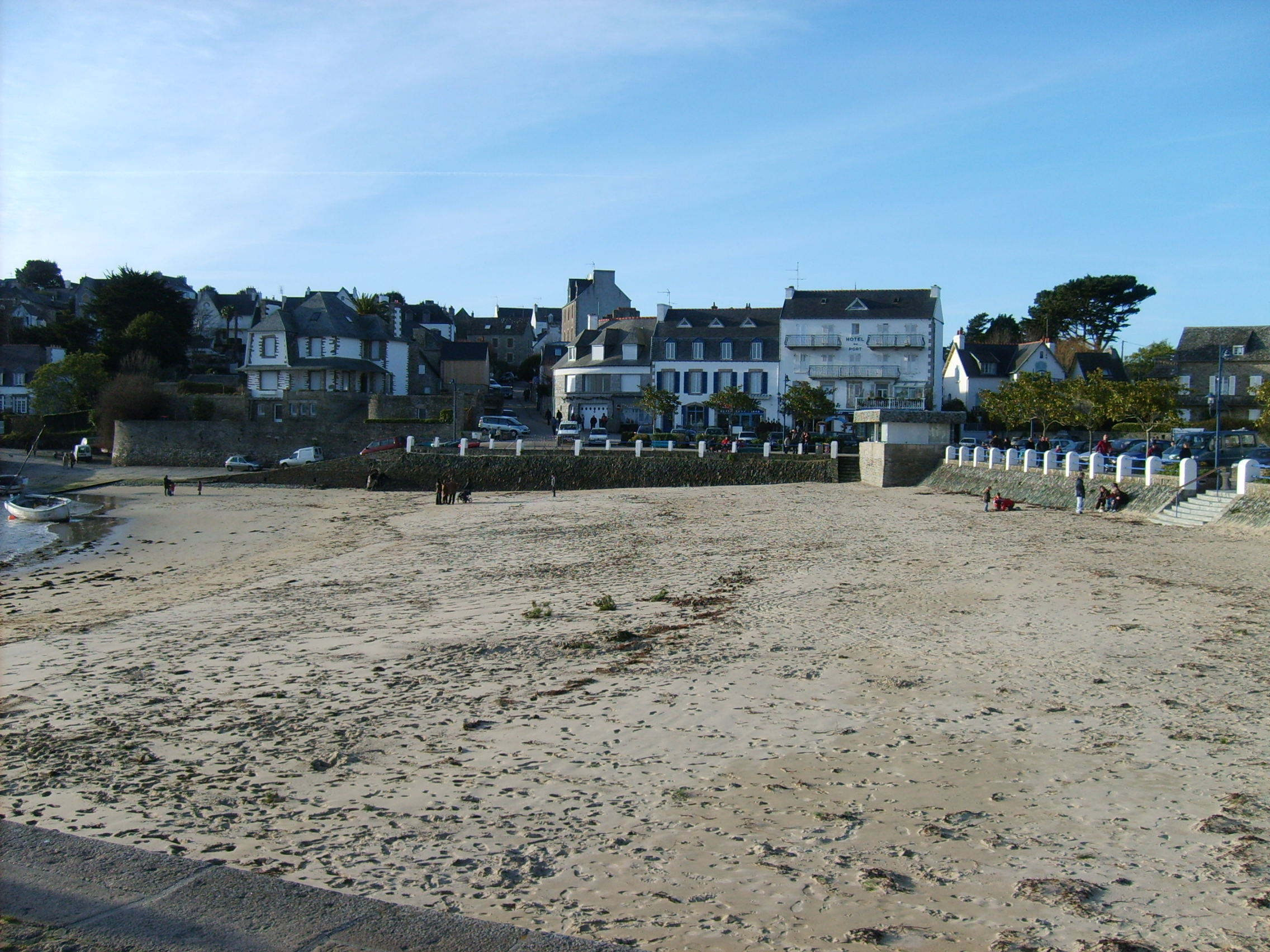
Locquirec : la plage du Port.
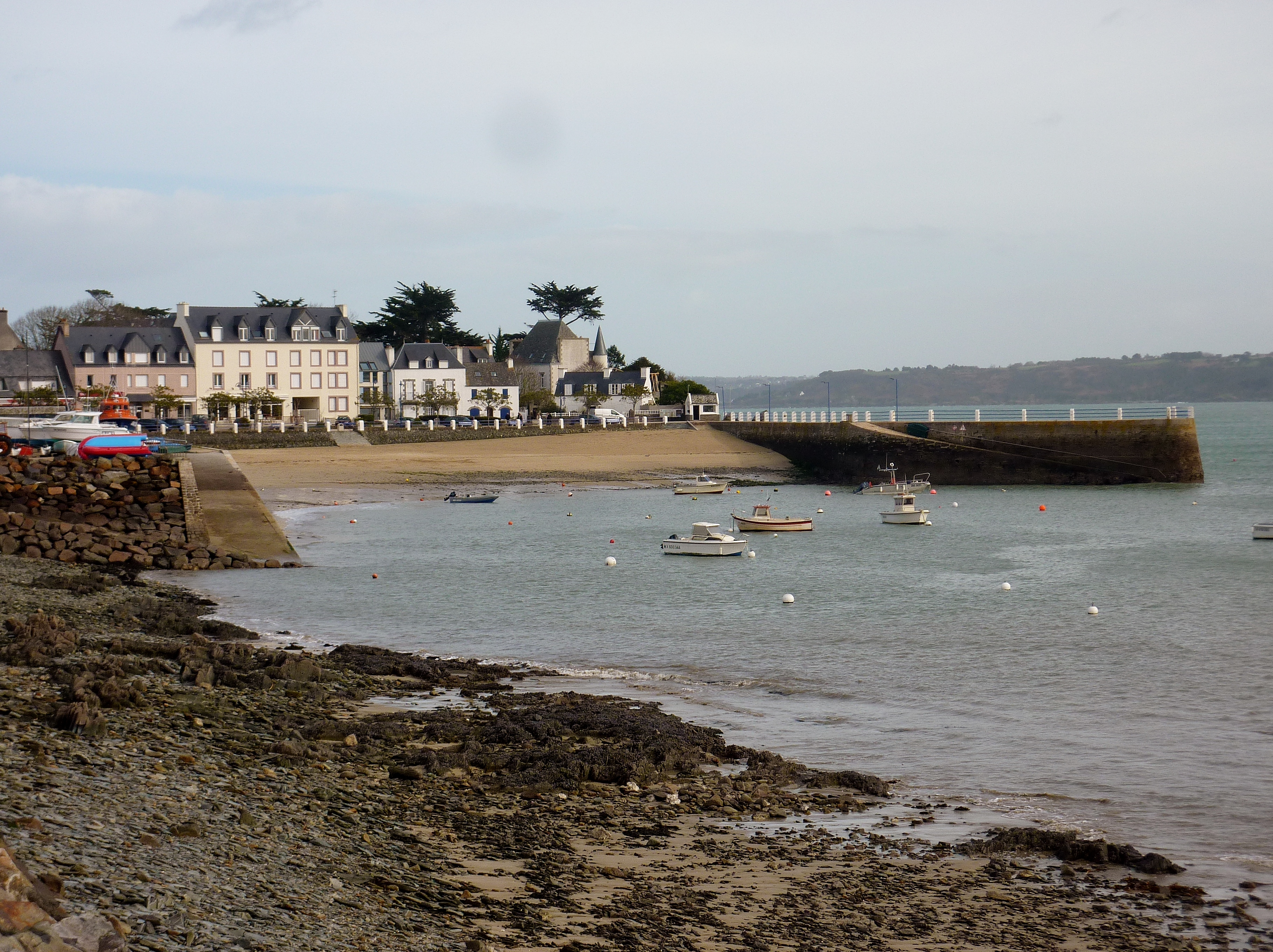
Le port de Locquirec 1.
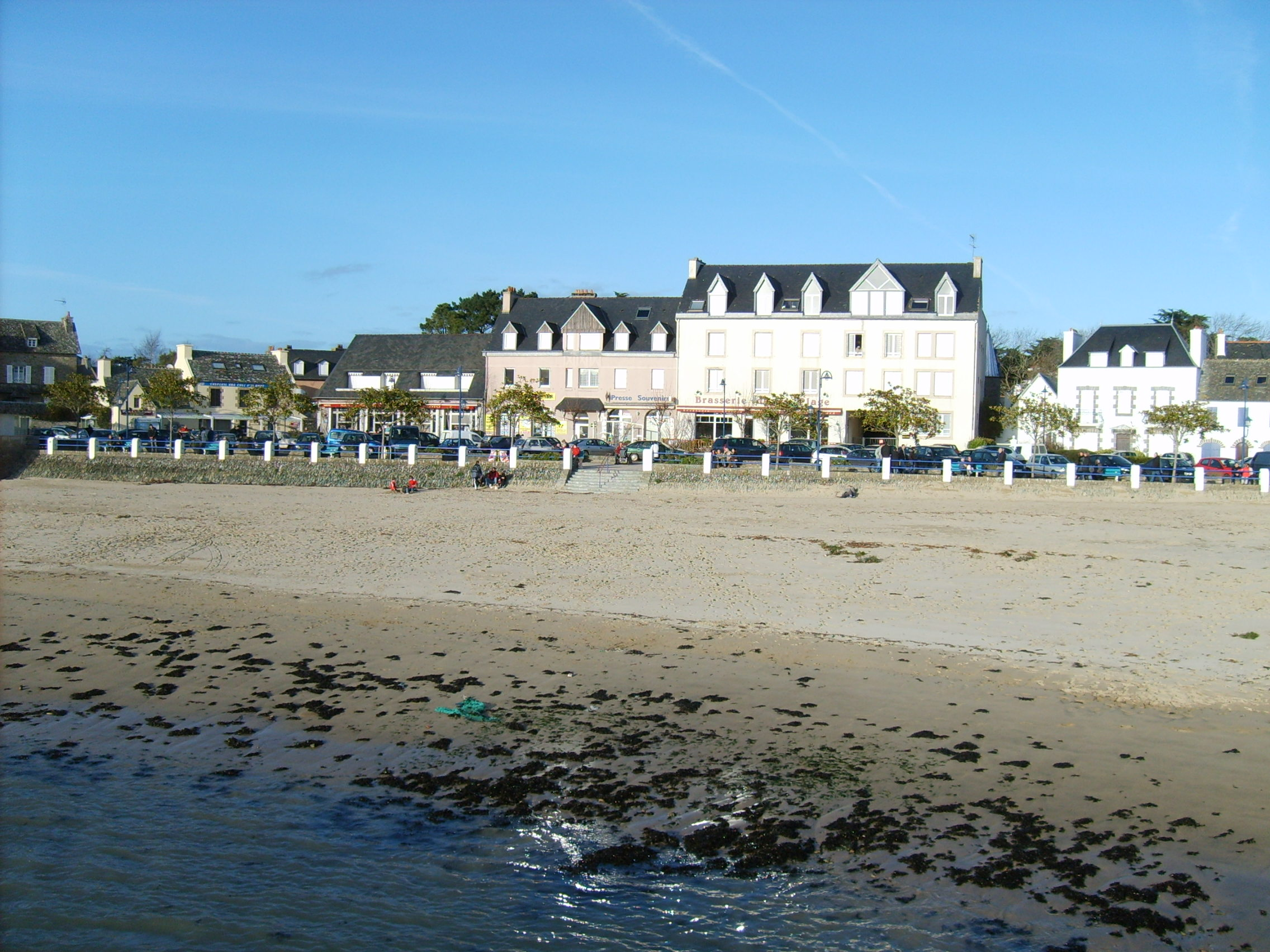
Le port de Locquirec 2.
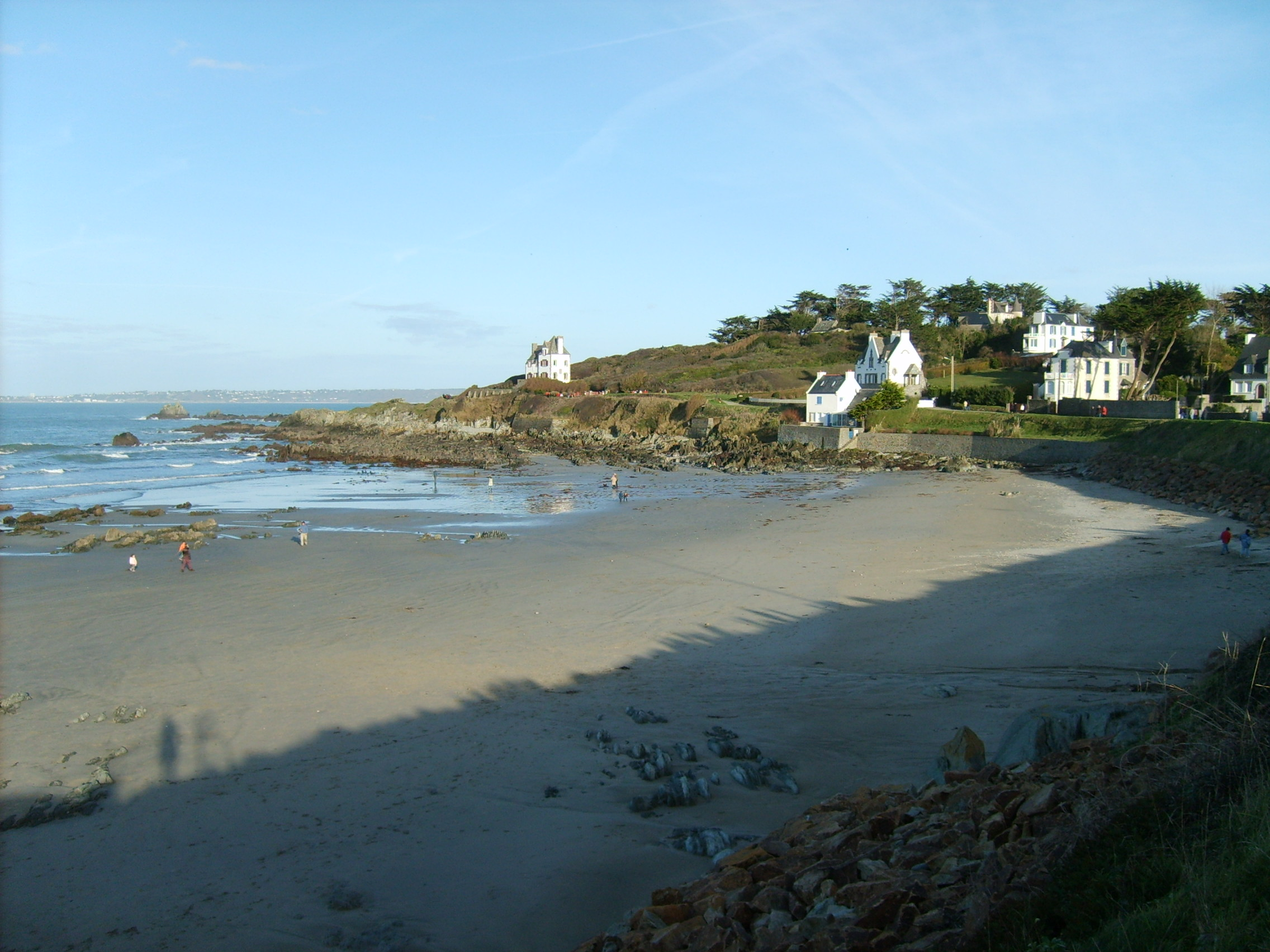
Locquirec : la Pointe du Château vue depuis la plage de Porz Biliec.
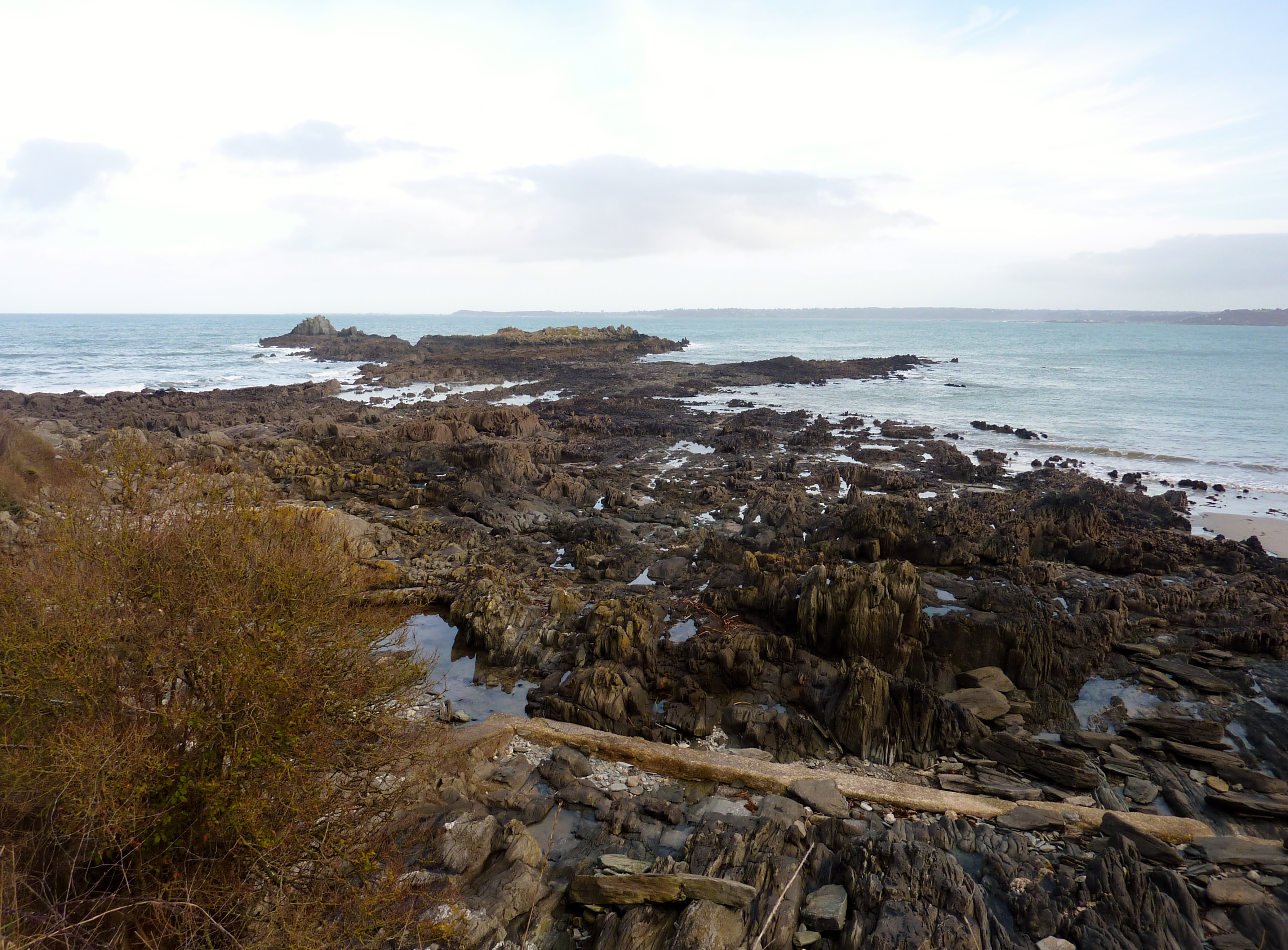
Locquirec : l'extrémité nord de la Pointe du Château.
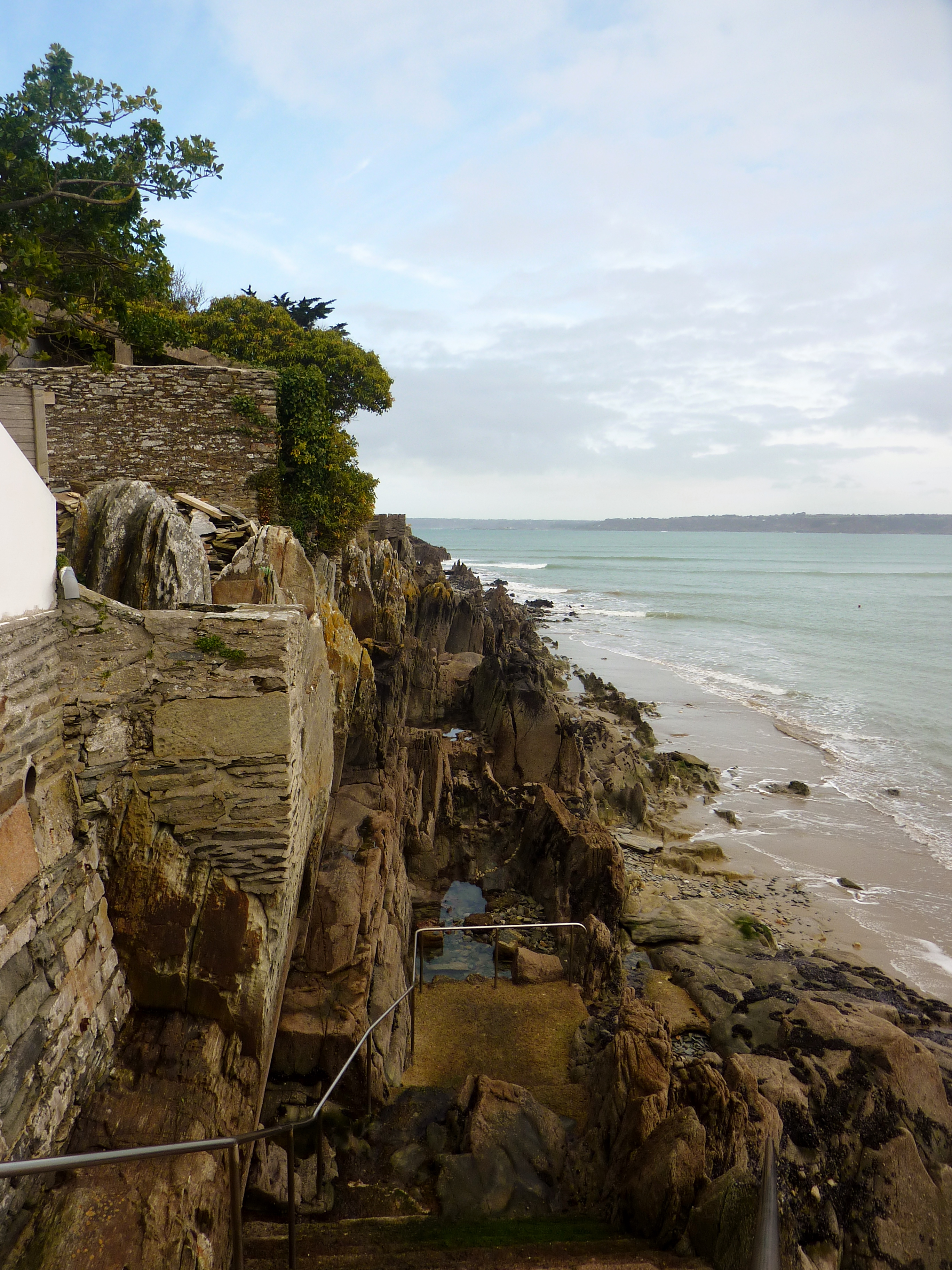
Locquirec : falaises de la partie est, juste au nord du port.

Le quartier de Lézingard (presque séparé du reste de la commune par la partie orientale de Guimaëc) est une ancienne frairie qui dépendait de la paroisse de Lanmeur sous l'Ancien Régime est désormais rattachée à la commune de Locquirec, ainsi que la plage du Moulin de la Rive.

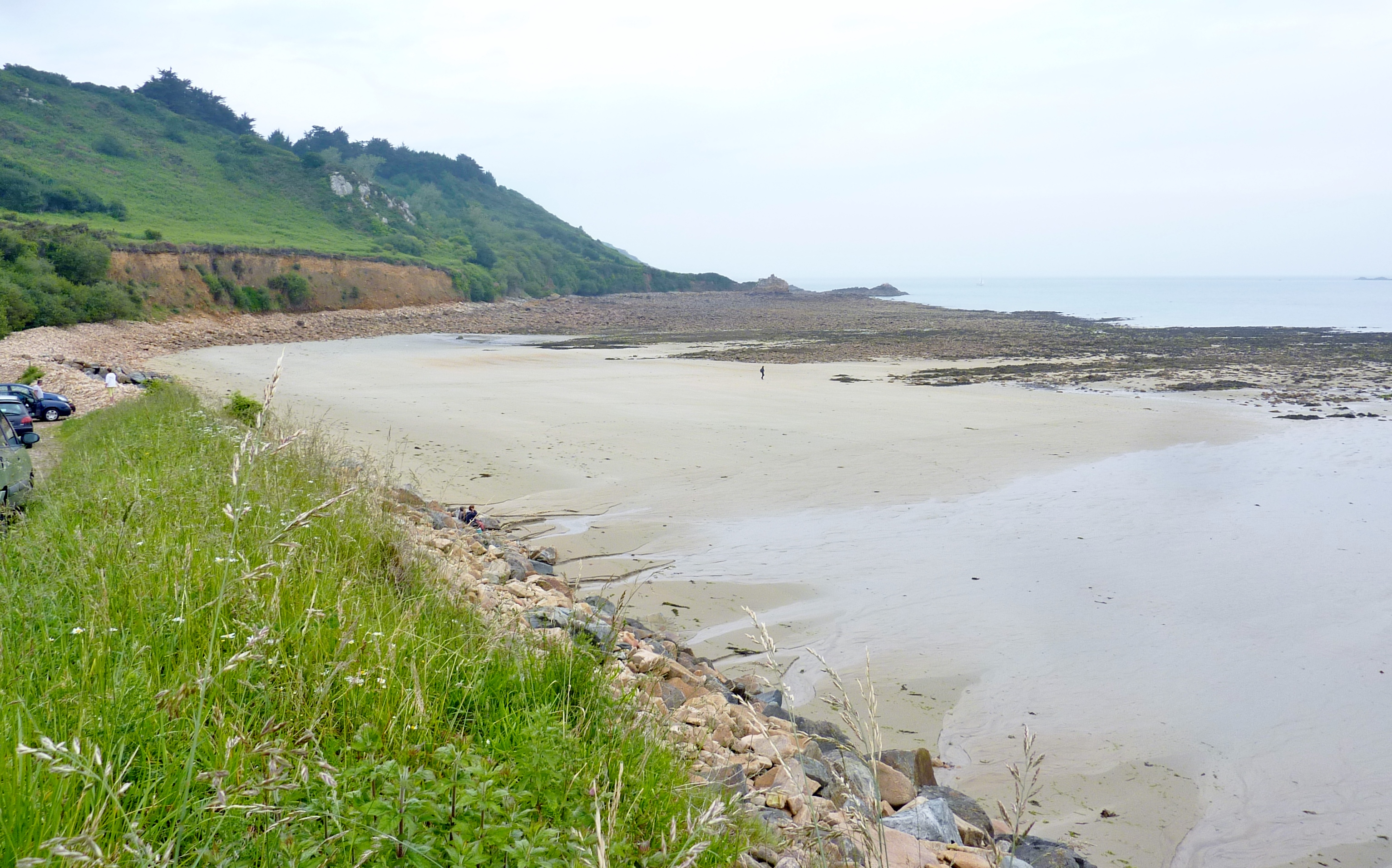
La plage du Moulin de la Rive (partie ouest).
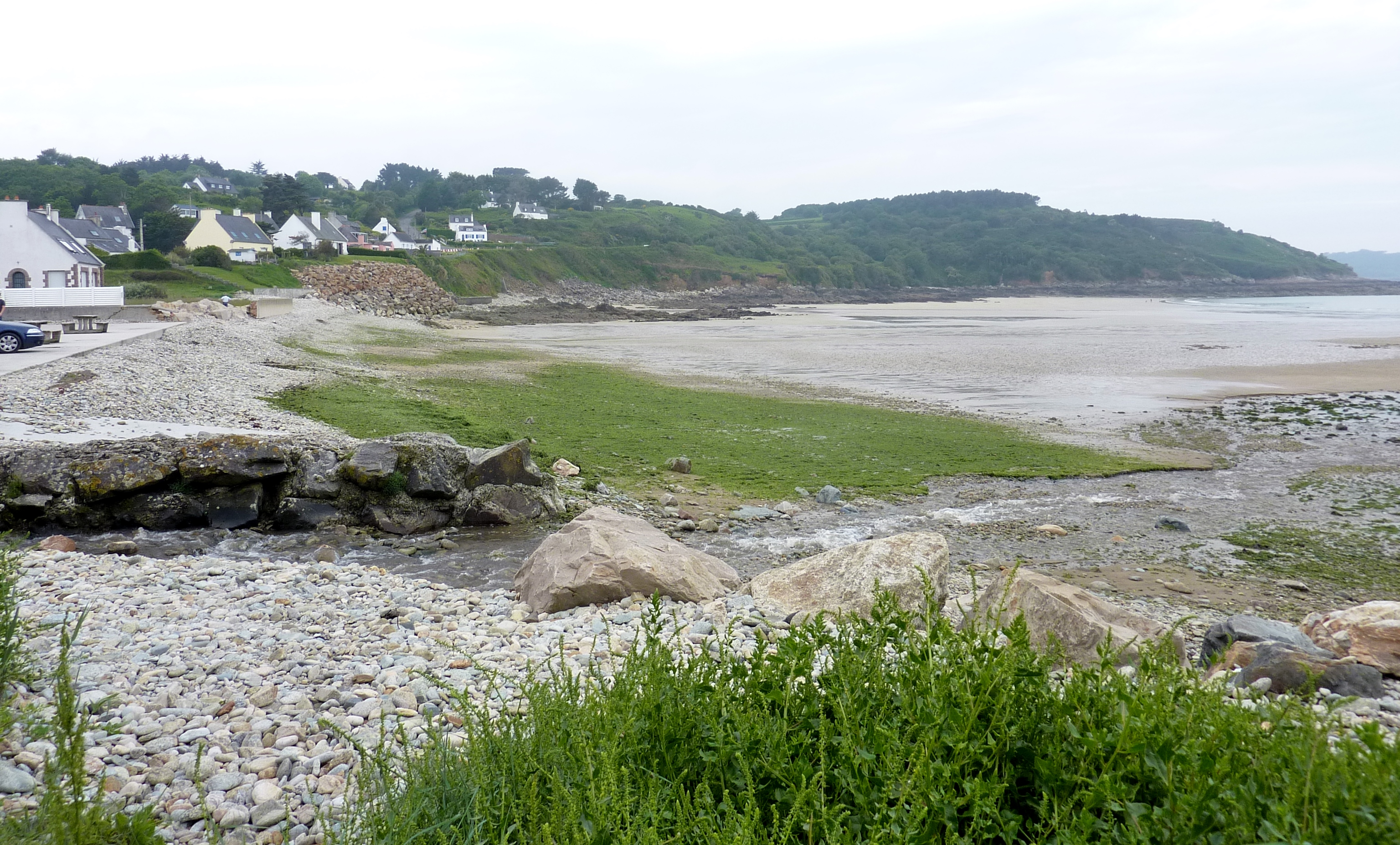
La plage du Moulin de la Rive (partie centrale).
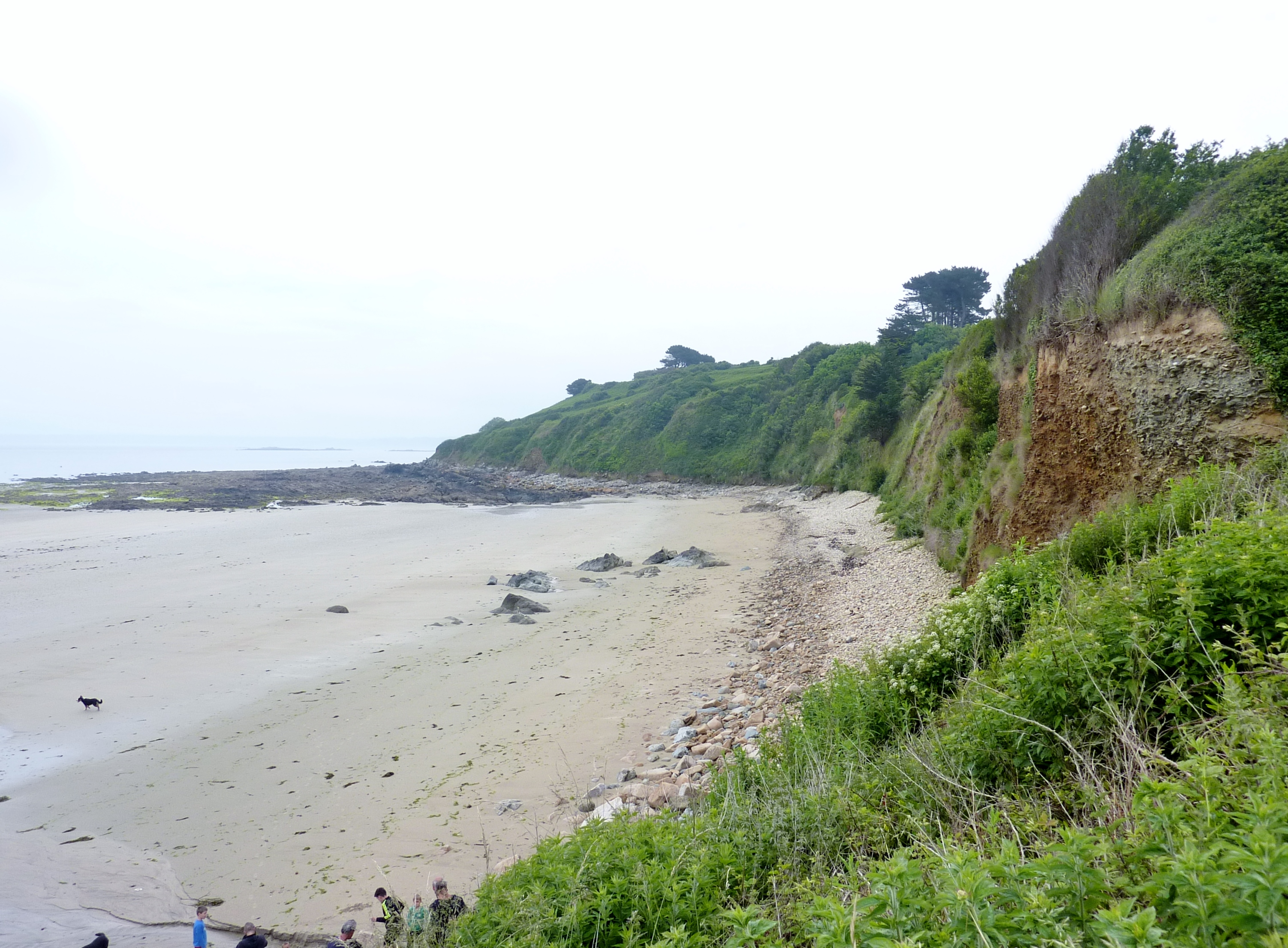
La plage du Moulin de la Rive (partie est).
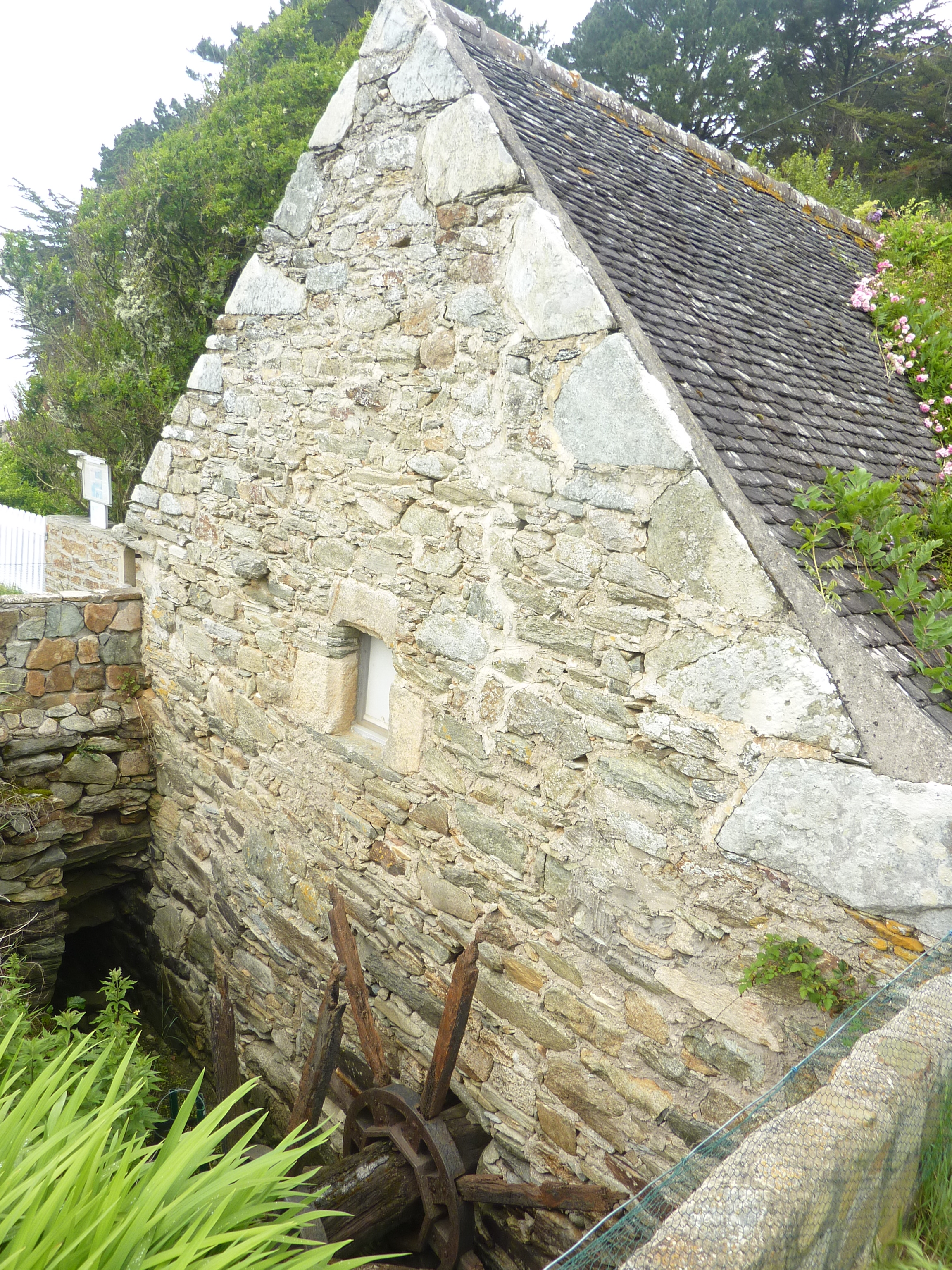
Le Moulin de la Rive.

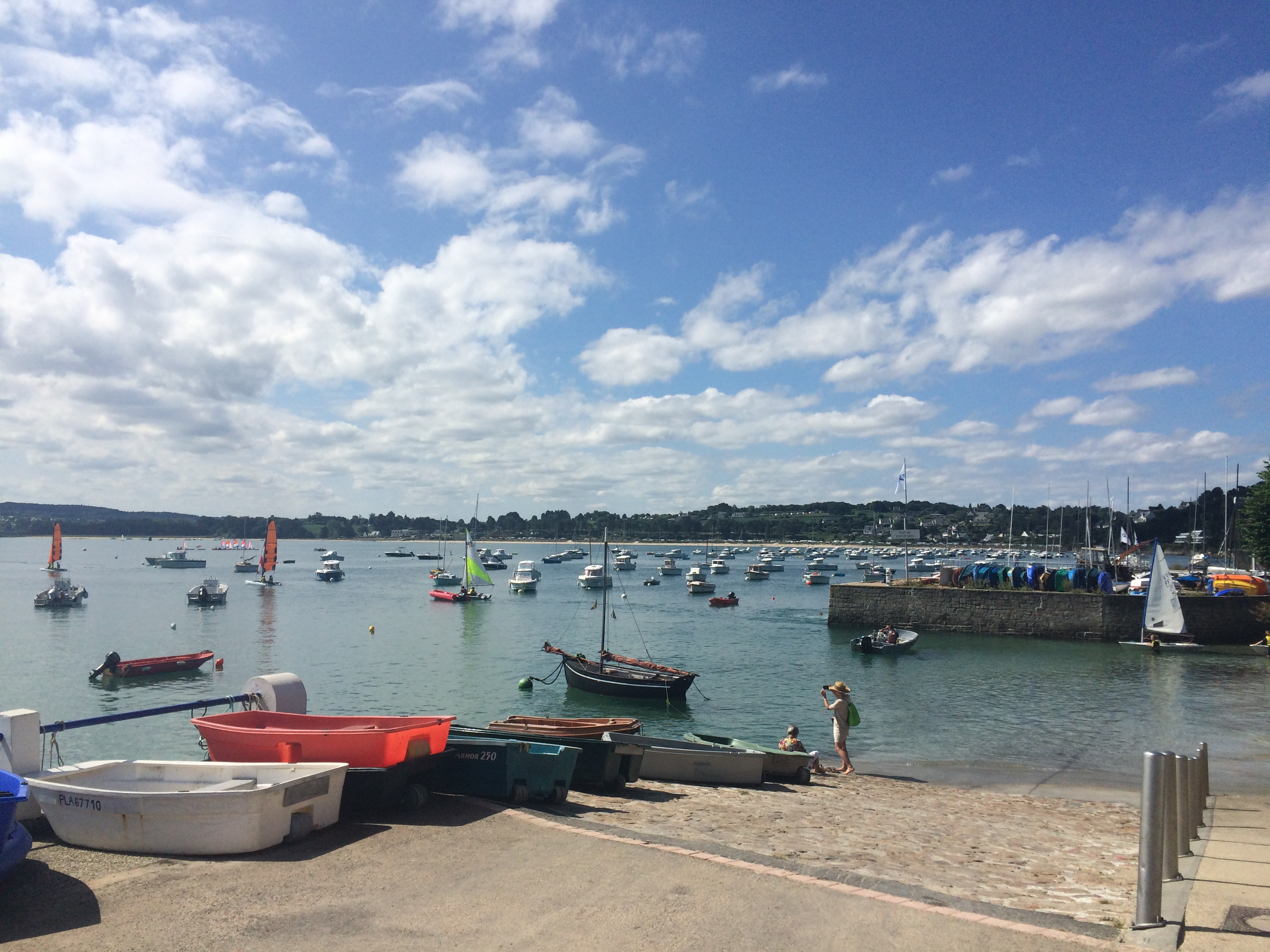
Vue du port de Locquirec

Le port de Locquirec, de dimension modeste, est un port de plaisance bien abrité des vents d'ouest en raison de sa position face à l'est et de son môle, construit en 1868 qui le protège des vents du nord. C'est un port d'échouage offrant 320 corps morts. Ce fut autrefois un port de pêche.

### Cadre géologique

Carte géologique du Massif armoricain, avec au nord-est le batholite mancellien et ses nombreux plutons de granite cadomien (Trégor, Lanhélin, Louvigné, Vire, Avranches…). Ce batholite dessine une ellipse de 150 km (d'Alençon à la Rance) sur 90 km (de Vitré à Vire).

Située à l'ouest du plateau du Trégor, Locquirec est localisée dans la partie médiane du domaine nord armoricain, unité géologique du Massif armoricain qui est le résultat de trois chaînes de montagnes successives. Le site géologique de Locquirec se situe plus précisément dans un bassin briovérien au sud-ouest du batholite du Trégor, pluton qui fait partie d'un ensemble plus vaste, le batholite mancellien,.
L'histoire géologique du plateau du Trégor est marquée par le cycle icartien (de ca. -2 200 Ma à -1 800 Ma) dont la géodynamique est mal connue, et le cycle cadomien (entre 750 et 540 Ma) qui se traduit par la surrection de la chaîne cadomienne qui devait culminer à environ 4 000 m et regroupait à cette époque (avant l'ouverture de l'océan Atlantique) des terrains du Canada oriental, d'Angleterre, d'Irlande, d'Espagne et de Bohême. Cette ceinture cadomienne se suit à travers le Nord du Massif armoricain depuis le Trégor (baie de Morlaix) jusqu'au Cotentin. À une collision continentale succède une période de subduction de l'océan celtique vers le sud-est, sous la microplaque Armorica appartenant alors au supercontinent Gondwana. Des failles de direction N40°-N50°enregistrent un raccourcissement oblique, orienté environ NNE-SSW. Cette tectonique régionale entraîne un métamorphisme à haute température et basse pression. À la fin du Précambrien supérieur, les sédiments briovériens issus de l'érosion rapide de la chaîne cadomienne et constitués de dépôts volcano-sédimentaires sont ainsi fortement déformés, plissés, formant essentiellement des schistes et des gneiss. Les grands traits de l'évolution géologique du territoire sont alors fixés. L'altération a également transformé les roches métasédimentaires en formations argilo-sableuses. Enfin, au Plio-quaternaire, les roches du substratum sont localement recouvertes par des dépôts récents issus de l'action du vent (lœss, limons sur les coteaux).
La région est ainsi formée d'un plateau constitué de la formation de Locquirec, longues bandes redressées à la verticale, orientées toujours 50° NE, qui se décompose en trois unités à caractère volcanoclastique plus ou moins marqué : tufs kératophyriques, grès volcano-clastiques, siltites et argilites. Ces roches résultent de la subduction d'un domaine océanique vers le sud-est sous la marge nord du Gondwana, entraînant un métamorphisme à haute température et basse pression (subduction engendrant un bassin intra-arc ou une zone de chevauchement, les deux hypothèses restant débattues).
Pétrographiquement, la « pierre de Locquirec » est une roche volcano-sédimentaire correspondant à des tuffites chloriteuses grossières qui donnent des lauzes, pierres naguère très recherchées mais désormais uniquement utilisées en matériau de récupération. L'orthogneiss monzogranitique du Moulin-de-la-Rive donne des affleurements le long de la falaise côtière et sur l'estran marin depuis la grève de Poul Rodou jusqu'à la pointe du Corbeau. Témoins de la chaîne icartienne, ces gneiss mylonitisés constituent un soubassement sur lequel se dépose la formation volcano-sédimentaire briovérienne de Locquirec.
Touristiquement, les principaux aspects de la géologie dans cette région peuvent être abordés au cours de balades naturalistes et géologiques qui permettent d'observer sur un espace réduit du territoire, des roches d'âge et de nature différents, témoins de phénomènes géologiques d'ampleur (magmatisme, tectogenèse, métamorphisme, érosion…).

#### La «Pierre de Locquirec»

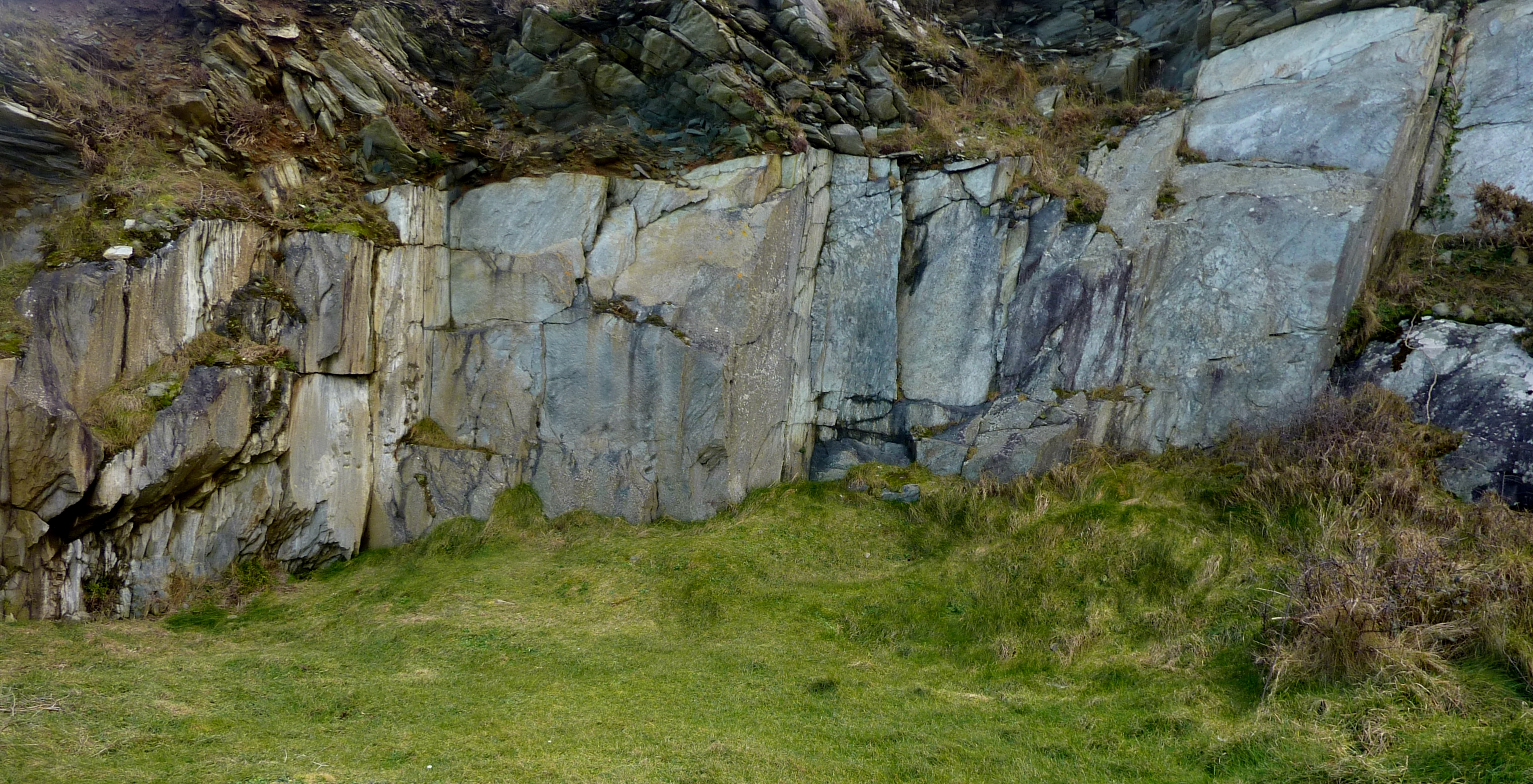
Locquirec : ancienne carrière d'extraction de la « pierre de Locquirec » (partie ouest de la Pointe du Château).

La « Pierre de Locquirec », extraite à flanc de falaise ou sur l'estran dans plusieurs sites littoraux, de la Pointe du Corbeau à l'ouest aux falaises longeant la plage de Traon ar Valin au sud-est, en passant par la Pointe du Château, est formée de dépôts sédimentaires briovériens mêlés à des produits volcaniques sous-marins, qui ont un pris un aspect schisteux en raison de leur enfouissement à grande profondeur sous l'action des fortes pressions. Cette roche a été redressée lors de divers plissements et forme l'ossature de la presqu'île de Locquirec, mais on en connaît des gisements de Lanmeur jusqu'à Tréguier.
Exploitée dès l'âge du bronze pour fabriquer des caveaux, elle a fait l'objet d'une exploitation intensive du XVIIe siècle au début du XXe siècle (en 1866, trente-trois carriers, ou perrayeurs, sont recensés); prisée pour ses qualités fonctionnelles et esthétiques (elle se débite en dalles régulières assez épaisses ; de grain fin, elle peut avoir une teinte bleuâtre, grise ou verdâtre et est parsemée de feldspath blanchâtres en forme de grains de riz et de feuillets de micas), elle était exportée par bateau et utilisée comme moellons, par exemple pour la construction du môle du port de Locquirec, comme pavage, dalles de sépulture, la construction de manoirs, la couverture de monuments religieux jusque dans la région du Mont-Saint-Michel, la dernière utilisation étant la construction de la nouvelle abbaye de Landévennec au début de la décennie 1960.

### Hydrographie
Pour un article plus général, voir Réseau hydrographique du Finistère.
La commune est située dans le bassin Loire-Bretagne. Elle est drainée par divers petits cours d'eau,.

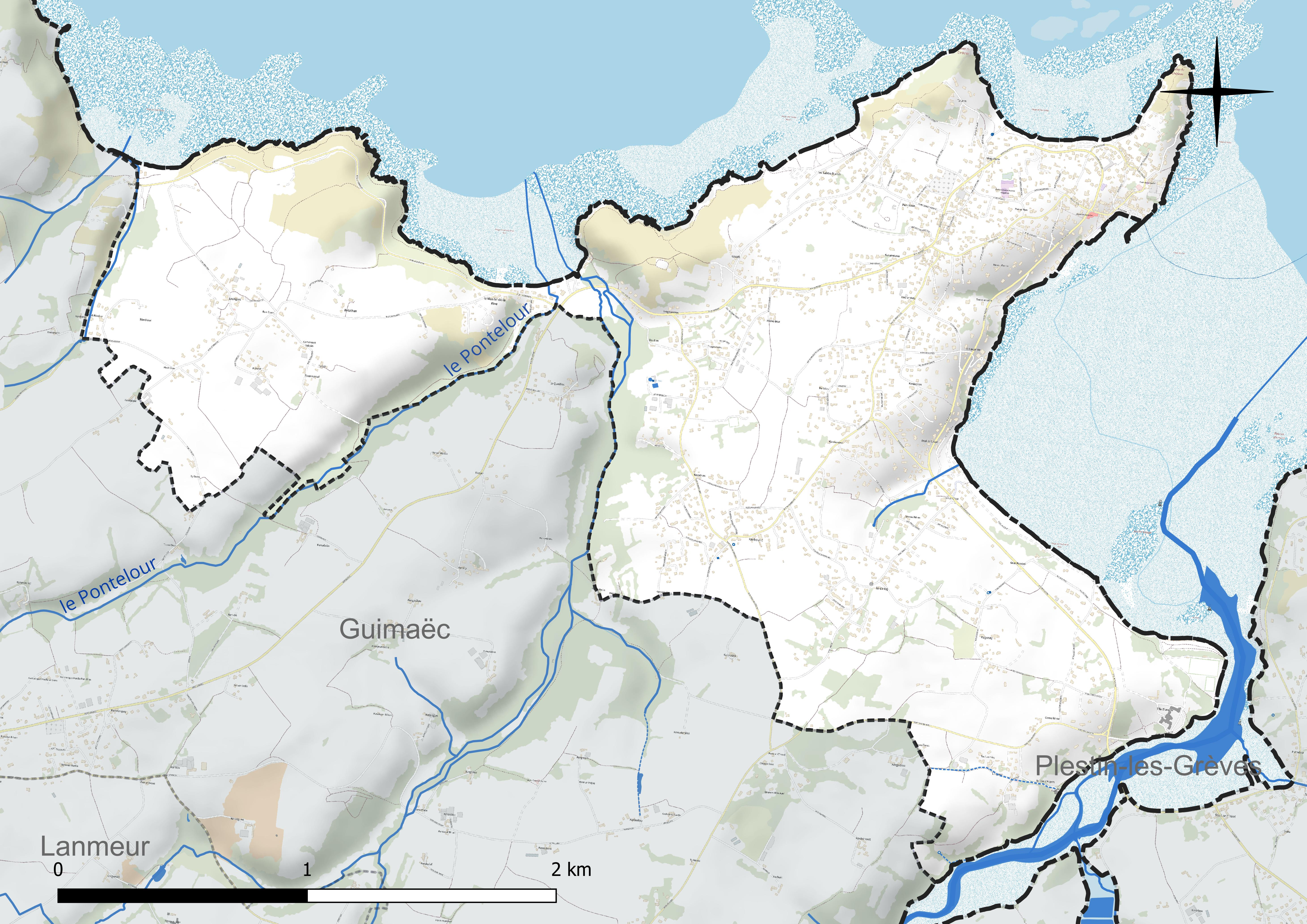
Réseau hydrographique de Locquirec.

### Climat
Pour des articles plus généraux, voir Climat de la Bretagne et Climat du Finistère.
En 2010, le climat de la commune est de type climat océanique franc, selon une étude du CNRS s'appuyant sur une série de données couvrant la période 1971-2000. En 2020, Météo-France publie une typologie des climats de la France métropolitaine dans laquelle la commune est exposée à un climat océanique et est dans la région climatique  Finistère nord, caractérisée par une pluviométrie élevée, des températures douces en hiver (6 °C), fraîches en été et des vents forts. Parallèlement l'observatoire de l'environnement en Bretagne publie en 2020 un zonage climatique de la région Bretagne, s'appuyant sur des données de Météo-France de 2009. La commune est, selon ce zonage, dans la zone « Littoral », exposée à un climat venté, avec des étés frais mais doux en hiver et des pluies moyennes.  
Pour la période 1971-2000, la température annuelle moyenne est de 11,7 °C, avec  une amplitude thermique annuelle de 9,6 °C. Le cumul annuel moyen de précipitations est de 816 mm, avec 14,7 jours de précipitations en janvier et 7,1 jours en juillet. Pour la période 1991-2020, la température moyenne annuelle observée sur la station météorologique la plus proche, située sur la commune de Lannion à 15 km à vol d'oiseau, est de 11,6 °C et le cumul annuel moyen de précipitations est de 929,5 mm,. Pour l'avenir, les paramètres climatiques de la commune estimés pour 2050 selon différents scénarios d'émission de gaz à effet de serre sont consultables sur un site dédié publié par Météo-France en novembre 2022.

## Urbanisme

### Typologie
Au 1er janvier 2024, Locquirec est catégorisée commune rurale à habitat dispersé, selon la nouvelle grille communale de densité à 7 niveaux définie par l'Insee en 2022.
Elle appartient à l'unité urbaine de Plestin-les-Grèves, une agglomération inter-départementale dont elle est une commune de la banlieue,. La commune est en outre hors attraction des villes,.
La commune, bordée par la Manche, est également une commune littorale au sens de la loi du 3 janvier 1986, dite loi littoral. Des dispositions spécifiques d'urbanisme s'y appliquent dès lors afin de préserver les espaces naturels, les sites, les paysages et l'équilibre écologique du littoral, tel le principe d'inconstructibilité, en dehors des espaces urbanisés, sur la bande littorale des 100 mètres, ou plus si le plan local d'urbanisme le prévoit.

### Occupation des sols
L'occupation des sols de la commune, telle qu'elle ressort de la base de données européenne d'occupation biophysique des sols Corine Land Cover (CLC), est marquée par l'importance des territoires agricoles (54,4 % en 2018), en diminution par rapport à 1990 (56,9 %). La répartition détaillée en 2018 est la suivante : 
zones agricoles hétérogènes (44,2 %), zones urbanisées (33,6 %), terres arables (9,1 %), milieux à végétation arbustive et/ou herbacée (6,6 %), forêts (4,3 %), prairies (1,1 %), zones humides côtières (1,1 %). L'évolution de l'occupation des sols de la commune et de ses infrastructures peut être observée sur les différentes représentations cartographiques du territoire : la carte de Cassini (XVIIIe siècle), la carte d'état-major (1820-1866) et les cartes ou photos aériennes de l'IGN pour la période actuelle (1950 à aujourd'hui).

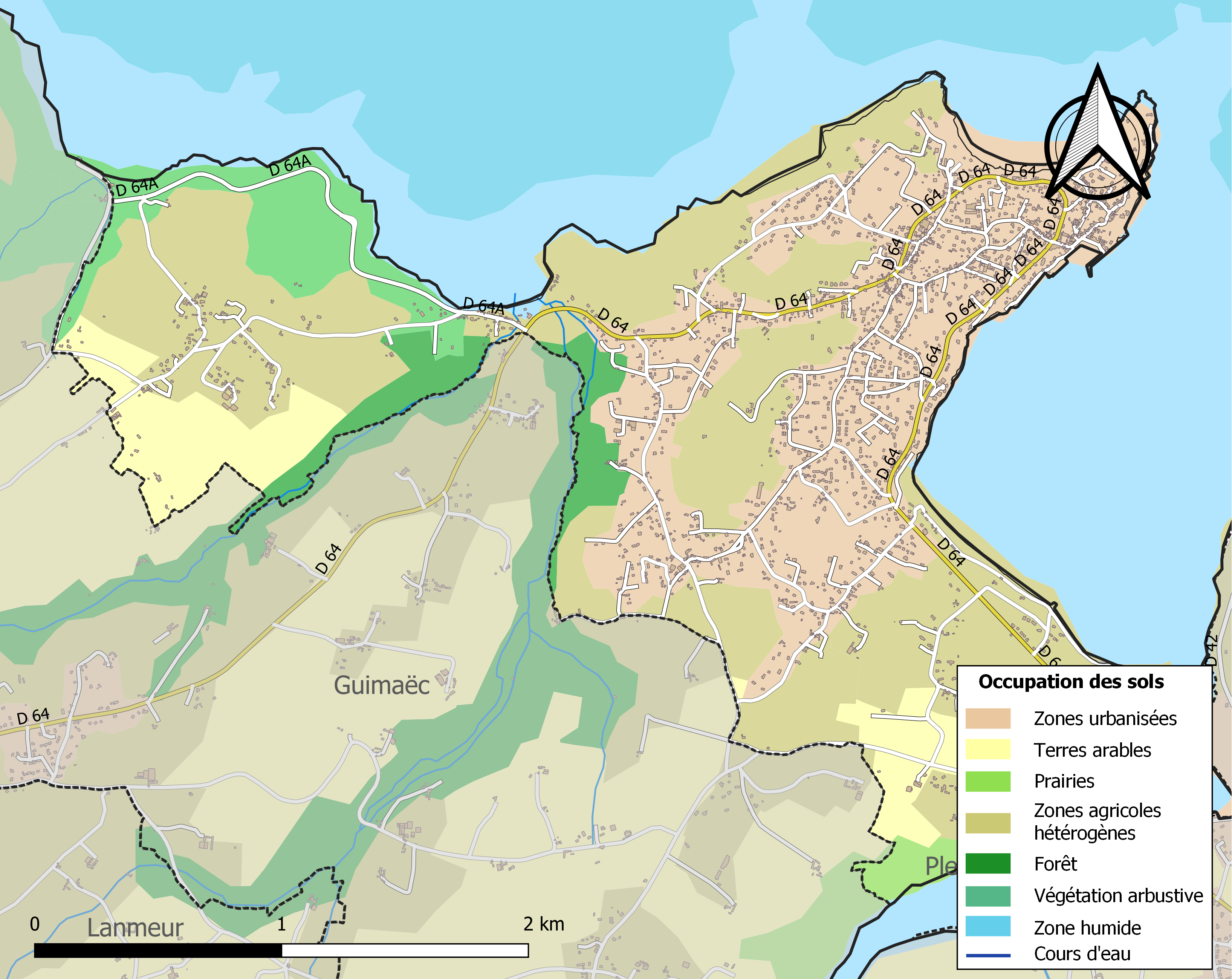
Carte des infrastructures et de l'occupation des sols de la commune en 2018 (CLC).

## Toponymie
Le nom de la localité est attesté sous les formes Loquirec en 1444, Locquirec en 1455.
Le nom breton de la commune est Lokireg. Le nom vient du mot breton lok qui veut dire « lieu saint ou ermitage » et de saint Guirec, ou de saint Kirec, Kirio ou Guévroc, né au Pays de Galles. Il mourut près de Landerneau, vers l'an 547 et son corps fut inhumé au monastère de Land-Guévroc, à l'endroit même où est aujourd'hui l'église paroissiale de Locquirec.

## Histoire

### Étymologie et origines
Saint Guirec (ou saint Kirecq) aurait été l'un des 70 « meilleurs et plus vertueux religieux » (il aurait reçu l'habit de religieux dans le monastère de saint Tugdual au Pays de Galles) à avoir accompagné saint Tugdual dans sa traversée de la Manche lorsqu'il vint des Îles Britanniques en Armorique. La légende dit qu'il aurait débarqué sur la plage de Saint-Guirec en Ploumanac'h. Il aurait vécu quelque temps au monastère de Tréguier près de saint Tugdual et ce dernier l'aurait envoyé, accompagné de quatorze religieux, fonder un nouveau monastère près de la ville de Kerfeunteun (actuellement Lanmeur). Saint Guirec aurait été bien accueilli par les habitants de Kerfeunteun (Lanmeur), mais « désireux de la retraitte et solitude, ne voulut bastir dans la ville ni ès ses fauxbourgs, mais plus haut que le port (aujourd'huy le havre de Toullarriki), à une lieue de la ville sur une longe de terre qui avançoit en la mer, à l'embouchure de la rivière de Menou, où est encore à présent l'église tréviale de Loc-Kirecq, autrefois nommé le monastère de Land-Guevroc ». Saint Guirec serait resté six ans à la tête de ce monastère, puis aurait fait élire un autre abbé à sa place pour se rendre dans la paroisse de Ploudaniel, « où il s'arresta en une petite vallée fort sombre, située au pied d'une époisse forest, lequel lieu fut depuis de son nom appelé Traoun-Guevroc, c'est-à-dire le "val de Guevroc", où il édifia premièrement une petite chapelle de rameaux d'arbres, et auprès une petite chambrette, et demeura en ce lieu deux ans entiers, vivant dans une admirable abstinence et solitude ». Il y aurait reçu la visite de saint Pol, lequel, après avoir du insister vivement, aurait réussi à le faire venir près de lui en la ville d'Occismor (Saint-Pol-de-Léon), en faisant le grand vicaire de son diocèse.
Selon la légende, saint Jacques aurait débarqué à Locquirec, ce qui expliquerait pourquoi il est devenu le patron de la paroisse, remplaçant saint Guirec :

« [À Locquirec] un jour ou peut-être une nuit, les marins de cette côte virent une barque étrange qui avait la forme d'un pétrin et qui avançait entourée d'un nuage lumineux. Elle arriva en face de la rive, contre vents et marées, sans voiles, sans hommes, sans timon. Quand elle accosta, les gens s'en approchèrent et ils virent couchés au fond de la barque le corps d'un homme vêtu de l'habit du pèlerin. Les marins qui avaient voyagé reconnurent saint Jacques et dirent : c'est saint Jacques d'Espagne ou de Turquie, qui vient faire des miracles dans notre paroisse. Recevons-le avec respect car Kirek [Guirec] devient très vieux. »

D'autres versions de cette légende font débarquer saint Jacques à Sarzeau, ou encore sur la Vilaine, entre Fégréac et Rieux. Dans la réalité, la substitution de Kirek ou Guirec, saint breton qui était le patron initial de la paroisse par saint Jacques date du IXe siècle après le pillage des Normands et aurait été décidé par les Hospitaliers de l'ordre de Saint-Jean de Jérusalem de la commanderie du Palacret, dont dépendait alors la trève de Locquirec[réf. nécessaire][réf. souhaitée].

### Préhistoire

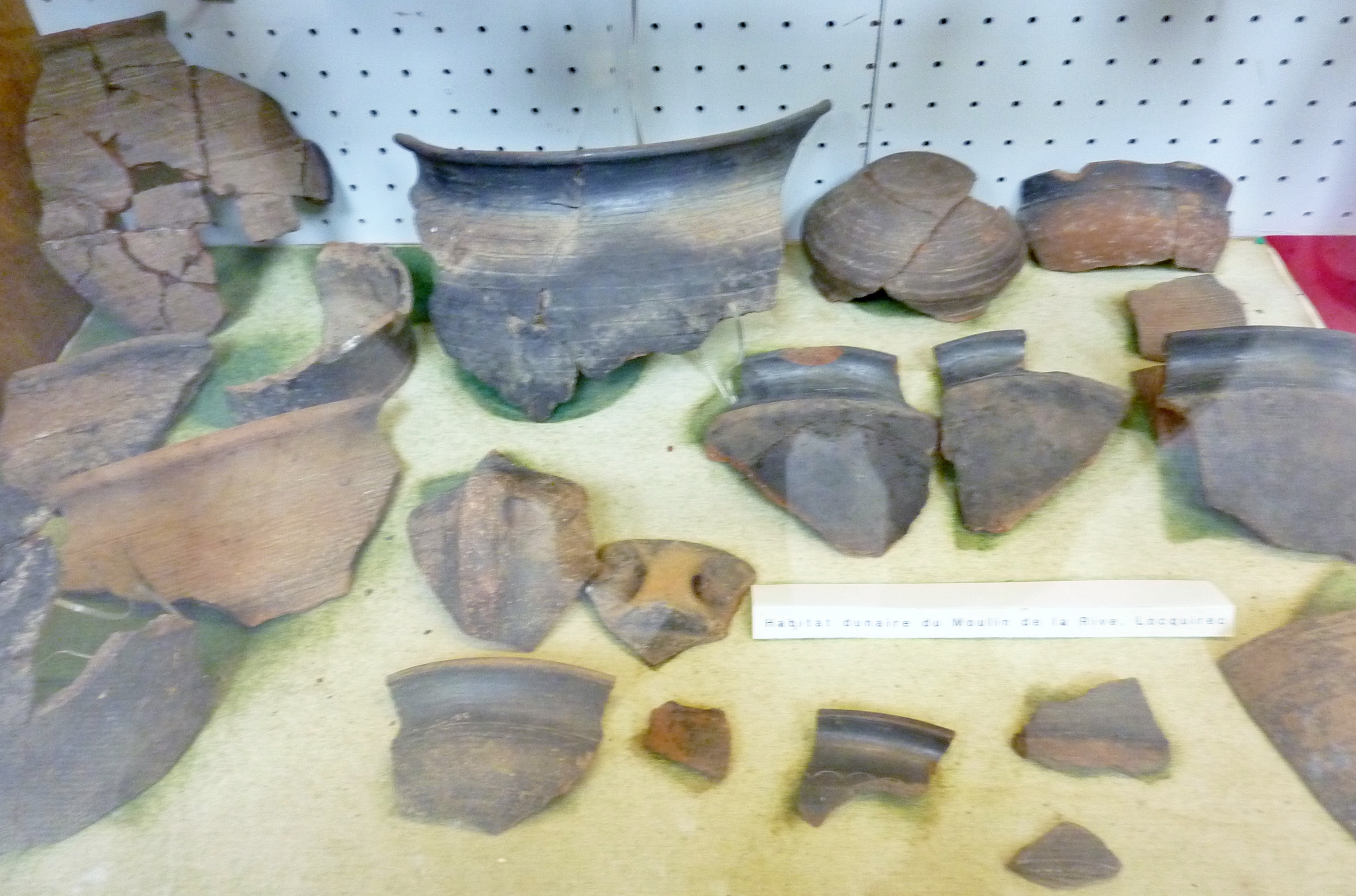
Tessons de poteries et écuelles datant de l'époque de La Tène III trouvés dans la dune du Moulin de la Rive (Musée de la Préhistoire finistérienne de Penmarch).

Deux squelettes datant probablement de l'âge de la pierre polie ont été trouvés à Locquirec en 1928.
Des traces d'un habitat dunaire protohistorique ont été découverts au sommet de la dune bordant la grève du Moulin de la Rive en 1955 ; on y trouve des traces de foyers, des charbons, des débris de nourriture et d'abondants tessons de poteries variées, notamment des vases et des écuelles, qui permettent de dater cet habitat de l'époque de La Tène III, qui correspond à la dernière phase de l'indépendance gauloise en Armorique, juste avant la conquête romaine.

### Antiquité
Des débris de vases en terre, de poteries, de tuiles, des vestiges de peintures remontant à l'époque gallo-romaine furent trouvés en 1877 par un agriculteur dans un champ contigu aux dunes adossées à la falaise qui forme l'entrée du port de Toul-an-Héry.
Des urnes contenant des cendres et des monnaies romaines ont été trouvées à la pointe de Beg-ar-Chastel (Pointe du Château) et une sépulture contenant deux squelettes, des armes et des monnaies, près du bourg.

### Moyen Âge

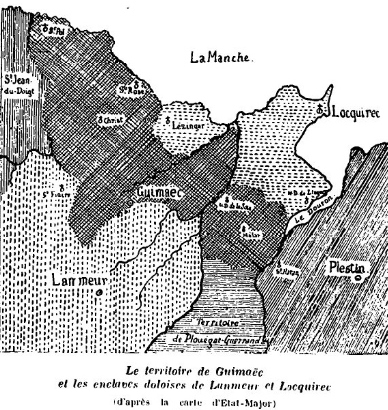
Le territoire de Lanmeur et les enclaves de la trève de Locquirec et de la frairie de Lézingar séparées du reste de cette paroisse par la partie orientale de la paroisse de Guimaëc.

Thomas Holland (1er comte de Kent), connu aussi sous le nom de Thomas de Houlland, mort en 1360, fut aussi seigneur de Warch [Le Varcq] en Locquirec.
Pendant la majeure partie du Moyen Âge, Locquirec dépendit directement du Duc de Bretagne, qui y disposait des droits de basse, moyenne et haute justice. D'autres juridictions seigneuriales locales existaient toutefois : celles de Kerangouez (manoir de Toul an Héry), de la châtellenie de Kerael et du prieuré du bourg (qui appartenait aux Hospitaliers de l' ordre de Saint-Jean de Jérusalem, ainsi que celles de seigneurs voisins de Locquirec comme celles de Boiséon à Lézingard ou de Kerhallon sur le Varcq, etc..

### Les Hospitaliers
Locquirec était une trève de Lanmeur enclavée dans l'évêché de Tréguier, faisait partie du doyenné de Lanmeur relevant de l'évêché de Dol et était sous le vocable de saint Jacques. La trève de Locquirec dépendait de la commanderie des Hospitaliers de l'ordre de Saint-Jean de Jérusalem du Palacret en Bégard : « Les commandeurs étaient à Locquirec seigneurs, patrons et fondateurs, y ayant tout ferme, droit, banc, enfeu, accoudoir et escabeau. Ils n'y étaient cependant tenus à aucun service, cette église étant desservie et entretenue par les offrandes qui tombent en icelle. L'église était magnifiquement ornée, ayant quatre cloches et tout ce qui est nécessaire au culte. On y voyait en honneur les statues de saint Jean, patron de l'ordre de Saint-Jean de Jérusalem et de saint Kirec, patron du lieu. Dans le cimetière était un reliquaire et une croix de pierre avec un crucifix au pied duquel sont en bosse les armes de l'Ordre. À 50 pas du cimetière, le même écusson était gravé sur un autre beau calvaire de granite avec grand nombre de figures et de statues de saints. En reconnaissance du patronage de leur église, les fabriciens devaient seulement deux deniers monnaie de rente au commandeur du Palacret ».

### Époque moderne

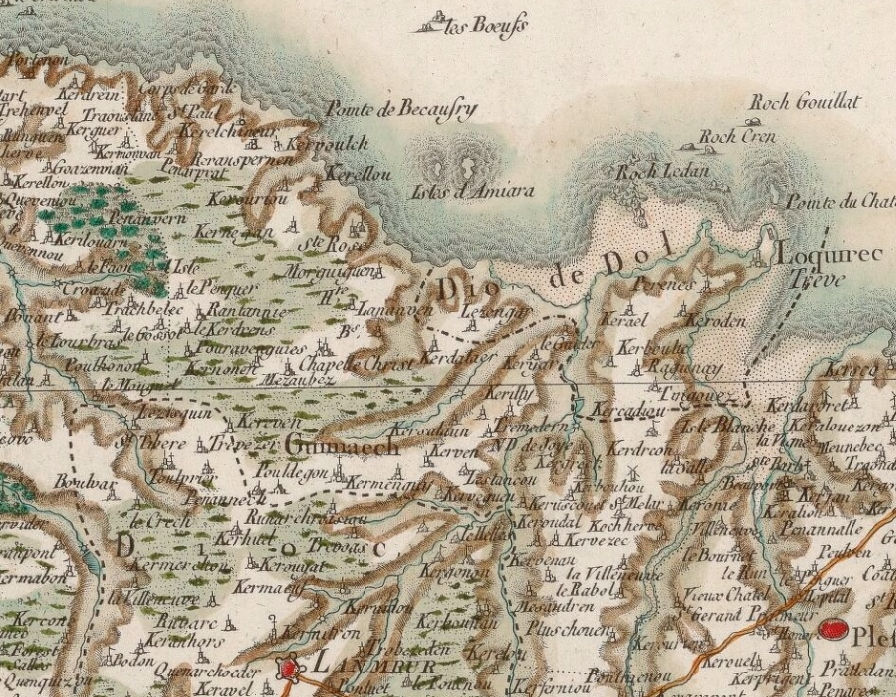
Carte de Cassini de la paroisse de Guimaëc et de la trève de Locquirec, laquelle faisait partie de la paroisse de Lanmeur (1783).

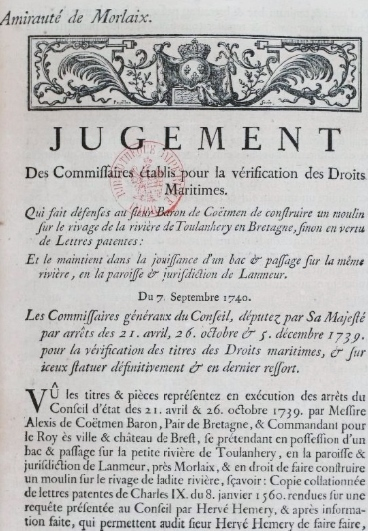
Première page d'un jugement de l'Amirauté de Morlaix à propos de la demande de construction d'un moulin à Toul-an-Héry par Alexis de Coëtmen (7 septembre 1742). Toul-an-Héry faisait alors partie de la paroisse de Lanmeur (désormais en Locquirec).

La seigneurie de Kerael-Kergariou disposait au XVIIe siècle des droits de basse, moyenne et haute justice : elle appartint longtemps à la famille de Kergariou, avant de passer aux mains de la famille du Parc.
Un jugement de l'Amirauté de Morlaix en date du 7 septembre 1742 autorise Alexis-René de Coëtmen à construire un moulin et à tenir un bac assurant le passage du bras de mer [en fait l'estuaire du Douron] de Toulanhéry (Toul-an-Héry).
Au XVIIIe siècle existait à Locquirec une confrérie dite « confrérie du Saint-Sacrement » dont les comptes sont connus pour les périodes 1769-1770 et 1784-1785.

### Révolution française et Premier Empire
La loi du 12 septembre 1791 fait de Locquirec (écrit Loquirec) une succursale de Guimaëc (écrit Guymec).
Le 2 septembre 1800, des bateaux français dont la canonnière Protectrice, qui escortait un convoi de navires marchands, et la flûte Salamandre, pourchassés par deux navires anglais, se réfugièrent dans le port de Locquirec où ils furent attaqués dans l'après-midi, la canonnade durant trois heures.

### LeXIXesiècle
Deux chapelles sont signalées à Locquirec en 1808 : la chapelle gothique de Notre-Dame de Lingouez (qui dépendait sous l'Ancien Régime de la seigneurie de Kergadiou et était dédiée à saint Miliau), et celle de Saint-Ingard, à Lézingard.
Deux frères Lérece, originaires de Locquirec, condamnés à mort pour parricide par la cour d'assises du Finistère, furent guillotinés le 25 juillet 1840 à Morlaix ; c'était un samedi, jour de marché, « et comme à l'ordinaire, les paysans surtout se pressaient à ce triste spectacle ».
Un soldat originaire de Locquirec, Oliver Le Guiader, a été blessé au bras pendant la guerre de Crimée.

#### Les épidémies de choléra
Deux épidémies de choléra firent 20 morts en 1832 et 20 autres en 1854 à Locquirec.

#### La traversée de l'estuaire du Douron
C'est dans la décennie 1870 que la construction d'un pont sur le Douron à Toul-an-Héry fut demandée, mais ce pont n'était pas encore construit en 1902 puisque cette année-là le Conseil général des Côtes-du-Nord demande encore à celui du Finistère de participer à l'entretien du bac de Toul-an-Héry reliant les communes de Plestin et Locquirec, assuré alors par le sieur Rolland, de Locquirec. Une légende raconte que si le batelier était absent, il suffisait de s'asseoir sur une pierre et d'invoquer saint Vouga, on était alors transporté instantanément sur l'autre rive. Franchir l'estuaire du Douron en bateau n'était pas sans risques : ainsi le 4 septembre 1885, un instituteur de Locquirec, Hervé Prigent, se noya en face de Toul-an-Héry alors qu'il cherchait à atteindre Plestin avec sa femme. À la suite d'un coup de vent, l'embarcation a chaviré. Sa femme étant en difficulté, l'instituteur de 23 ans vint à son secours avant de s'enfoncer dans l'eau. Le passage à gué du Douron était la seule solution à marée basse lorsque le bac ne pouvait naviguer, mais ce n'était pas non plus sans danger : ainsi le 24 décembre 1929 un homme se noya, emporté par le flot, alors qu'il tentait de passer à gué. Ce n'est qu'en 1936 que le pont fut construit.
En décembre 1853 une grande quantité de débris fut trouvée sur la côte, entre Plougasnou et Locquirec, laissant supposer qu'un navire s'était perdu corps et biens. Aucun débris retrouvés n'a pu faire identifier le nom du bateau et aucun cadavre ne fut trouvé ; seule une boîte contenait de lettres adressées au capitaine Lemingre, de l'Île d'Arz.

#### La participation au pardon de Saint-Jean-du-Doigt
Gustave Toudouze, dans son roman Reine en sabots (1813) écrit, décrivant le pardon de Saint-Jean-du-Doigt : « Et sur la mer s'avançait un groupe de barques pavoisées et fleuries venant de Locquirec, toutes bruyantes et débordant d'une allégresse dont les échos se répercutaient au loin dans les flots ».

#### La récolte du goémon
La récolte du goémon à Locquirec est ainsi décrite en 1852 : « la coupe se fait (...) depuis la première quinzaine de février jusqu'au 1er mai, parce que (...) on répand le goémon, aussitôt coupé, sur le sol où on 'enfouira plus tard : il faut hâter la récolte, afin que le goémon soit sec avant les ensemencements de mars et avril. À Locquirec, tous les habitants, sans distinction d'âge, prennent leur part du goémon coupé ; les chefs de famille peuvent prendre autant d'aides qu'ils veulent ». En 1895, le maire de Locquirec prit un arrêté fixant du 25 février au 30 mars la coupe du goémon, sauf les dimanches ; le préfet du Finistère demanda au maire de modifier cet arrêté, ce qui provoqua l'indignation du journal La Croix.

#### L'essor de la station balnéaire
Des régates sont organisées régulièrement dès la décennie 1870. Le Petit Journal écrit en 1874 : « Il se prépare, pour le 9 août prochain, au fond de la Bretagne, dans une des plus modestes stations balnéaires, à Locquirec (...), des régates qui sont appelées à un grand retentissement. La presse parisienne, celle des deux départements du Finistère et des Côtes-du-Nord, doivent y envoyer des représentants. On n'aura jamais vu de joutes aussi brillantes sur la côte bretonne ». Le journal Le Rappel indique en 1877 : « Les régates de Locquirec-Plestin (Finistère), organisées sous le patronage du yacht-club, auront lieu le 15 juillet. Un navire de l'État sera envoyé à Locquirec en cette occasion ». Un article de 1906 indique que « les Russes pullulent (...) : à Locquirec, ils sont quatre-vingt (...) répartis dans les hôtels et les villas, où ils chantent, dansent, baragouinent et ahurissent les indigènes ». La station attire aussi des intellectuels comme le romancier Pierre Zaccone qui possède une villa surnommée le château de Locquirec et des artistes comme le peintre italien Gennaro Béfani qui peint plusieurs œuvres représentant Locquirec exposées au Salon des artistes français de 1910, dont Sortie d'église à Locquirec, ou encore le peintre Léon Henri Ruffe.

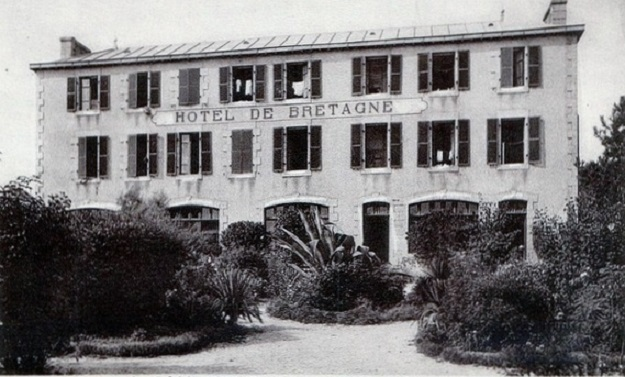
Locquirec : l'hôtel de Bretagne au début du XXe siècle (ND photo).

Pierre Zaccone décrit ainsi Locquirec qu'il qualifie de « pauvre petit bourg de Bretagne » en 1866 :

« C'est le plus délicieux pays pour ceux qui aiment la vraie mer, et la grande réconfortante solitude. À peine y vient-il, pendant la saison, huit ou dix baigneurs discrets qui se gardent bien de révéler le charme de cette fraîche oasis. La mer y baigne des coteaux boisés, dont la perspective s'étend à plus de dix lieues : on y trouve çà et là de petites criques au sable fin et doux, comme un tapis de mousse, ou encore des pointes de roches noires sur lesquelles les pointes des lames du large viennent se briser avec des bruits de tonnerre courroucé. En revanche... point de Casino ! »

Un marin de Locquirec, Jean-Marie Lozach, fut l'une des six victimes du naufrage du torpilleur no 102 survenu le 2 mars 1889 en baie de Saint-Nazaire.

### LeXXesiècle
Le 3 février 1903, le dundee Jeanne, dont l'armateur était Mahé, de Plestin, qui venait juste de quitter le port de Toul-an-Héry avec un chargement d'avoine, fut drossé à la côte sur des rochers de Locquirec et totalement démoli par les vagues ; l'équipage parvint à se sauver.

#### La misère des pêcheurs au début duXXesiècle
La crise de la pêche toucha, qui sévit dans tous les ports bretons aux alentours de 1903 concerna aussi Locquirec.

#### Les querelles liées à la laïcité
Le 19 septembre 1899, le journal L'Avenir de Rennes, sous le titre L'Amende du curé, raconte que « le curé de Locquirec a trouvé un excellent moyen d'augmenter ses revenus : pendant les offices, le bedeau, armé d'un long bâton, surveille les fidèles, et le premier qui bronche, c'est-à-dire qui prononce une parole ou tourne la tête, reçoit un coup sur l'épaule. Ce coup signifie : un sou d'amende à M. le Recteur. La récidive se paie deux sous, la troisième infraction quinze centimes ». Le curé de Locquirec, M. Le Borgne, appuyé par le maire, démentit cette information et porta plainte pour diffamation. Selon le journal La Croix, la réalité était différente, c'était la tradition de la « quenouille », un bâton fleuri et entouré de rubans tricolores avec lequel le fabricien, les dimanches et jours de fête, à l'issue du prône de la messe paroissiale, après la quête, allait saluer une personne de son choix, invitée par ce geste, mais non obligée, à offrir au fabricien le dimanche suivant, son offrande consistant en écheveaux de fil ou en quelques pièces de monnaie.
En 1901, le maire de Locquirec, René Mauduit du Plessix, qualifié par le journal L'Aurore de « réactionnaire acharné », « assidu de l'église », parvint à faire condamner à quatre mois de prison ferme un marin de 58 ans, ancien douanier, Michel-Pierre Le Gall, libre-penseur, pour faux témoignage.

#### Le premier accident d'automobile connu à Locquirec
Le premier accident d'automobile connu dans la commune, survenu le 29 juillet 1907, est ainsi décrit par le journal Le Rappel : « Un accident est survenu au tournant du Moulin-de-la-Rive près de Locquirec (...) ». L'accident fit quatre blessés graves.

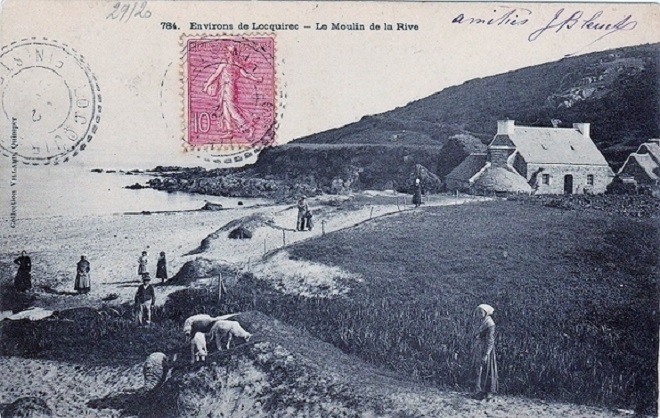
Le Moulin de la Rive en 1903 (carte postale, éditions Villard).

La même année 1907, Jean Henry, de Locquirec, capitaine au long cours, commandait le trois-mâts Bretagne : par exemple le journal L'Ouest-Éclair du 9 septembre 1907 indique que ce navire termine un chargement à Newcastle upon Tyne et s'apprête à partir pour San Francisco.

#### La Première Guerre mondiale
Le monument aux morts de Locquirec porte les noms de 46 soldats et marins morts pour la France pendant la Première Guerre mondiale. Parmi eux, deux au moins (Étienne Braouézec, Pierre Lavalou) ont été tués en Belgique à la fin de l'année 1914 lors de la Course à la mer ; un ( (Pierre Cadiou) est mort de maladie au Maroc; huit au moins sont des marins disparus en mer ; la plupart des autres sont des soldats décédés sur le sol français (parmi eux Olivier Derrien fut décoré de la Médaille militaire et de la Croix de guerre.
Le 28 février 1915, les cadavres de deux marins « nègres » [c'est le vocabulaire utilisé à l'époque] sont trouvés à bord d'une baleinière portant le nom de Liverpool en baie de Locquirec. Ils furent inhumés au cimetière de Plestin-les-Grèves.

#### L'Entre-deux-guerres
Bien que modeste, le port de pêche de Locquirec a alors une activité non négligeable. Par exemple le 27 août 1922, le journal L'Ouest-Éclair écrit : « À Locquirec, les araignées de mer sont toujours prises en quantité et constituent toujours une sorte de fléau qui remplace les pieuvres pour les dégâts apportés aux filets. Les dormeurs ramassés sont toujours aussi superbes et comme on n'en avait pas vu depuis longtemps ». Le même journal écrit le 12 octobre 1925 : « Les ormeaux, les moules, les berniques sont récoltés en grand nombre à Locquirec (...) ». Le 8 août 1927 le même journal écrit : 

« La pêche au merlan a été fructueuse. Il faut y ajouter du lieu, mais de petite taille, et du maquereau dont l'abondance en ce moment est précieuse. Les bateaux ont fait quelques prises de congres et de raies au large. Les homards et les langoustes relevés dans les casiers restent en nombre satisfaisant. On se contente pour le moment de fournir à la consommation des hôtels et des villas car l'affluence des étrangers, mais aussi des Morlaisiens et de personnes des environs est appréciable. Coquillages, crevettes, sont recherchés à chaque marée par les pêcheurs et les enfants. On a cependant pu fournir de la marchandise à Lanmeur. »

Le 3 octobre 1927, une barque de pêche, Le Toupic, fit naufrage à Locquirec : le marin à bord se noya sous les yeux de ses proches et l'accident fit indirectement un autre mort, un témoin impuissant décédant d'une crise cardiaque. En avril 1929, la goélette Tramontane, partie de Lannion pour Brest, s'échoue sur un rocher dans la baie de Locquirec : l'équipage fut sain et sauf, mais le navire fut perdu.
Locquirec était alors une station balnéaire assez fréquentée, organisant par exemple chaque année des régates. Locquirec possédait alors des hôtels : par exemple l'hôtel des Bains ou encore l'hôtel des Sables Blancs : ce dernier est mis en vente en 1926 et est présenté comme une "affaire d'or" par l'annonce immobilière.
Un artiste-peintre originaire de Saint-Jean-du-Doigt, Édouard Bizi Ferré (1891-1972), peint entre les deux guerres mondiales des tableaux de la région de Locquirec et expose à Paris, faisant l'objet d'articles élogieux. Le journal L'Ouest-Éclair par exemple en parle en ces termes, à l'occasion d'une exposition que le peintre a organisé à Paris : « Voici Locquirec, dans une très belle toile qui montre toute la presqu'île, où les maisons s'évrillent comme un vol de mouette, les anses et leurs sables, et au loin les côtes de Saint-Michel, si grandioses dans leur nudité. Voici encore l'église de Locquirec, son port à marée basse, Saint-Jean-du-Doigt, Guimaëc et sa chapelle du Christ, etc. ».
La construction d'un pont sur le Douron, entre Toul-an-Héry et Locquirec, réclamée depuis un siècle par les populations intéressées, fut enfin décidée en 1930.
Le 1er mai 1934, la goélette Petite-Janine, de Paimpol, qui venait de quitter le port de Lannion avec un chargement de blé dénaturé, heurta une roche des Triagoz et coula à pic au bout de 20 minutes. Ses cinq hommes d'équipage purent se réfugier dans leur canot de sauvetage et parvinrent à gagner Locquirec à la rame.

#### La Seconde Guerre mondiale
Dans la nuit du 8 au 9 août 1939, avant même le déclenchement de la Seconde Guerre mondiale donc, des armes et du matériel de propagande nazie venant d'Allemagne sont débarqués clandestinement à bord d'un dundee, le Gwalarn, en baie de Locquirec au profit d'autonomistes bretons.
Le monument aux morts de Locquirec porte les noms de 29 personnes mortes pour la France pendant la Seconde Guerre mondiale. Parmi elles, six (Marcel Delort, Jean Le Scour, René Masson, Yves Page, Hyacinthe Postic, Jean Prigent) sont des marins disparus en mer ; un (Robert Grassy) est tué le 3 juillet 1940 à Mers el-Kébir (Algérie), un (François Briand) est mort en mai 1940 en Belgique. François Seité, sous-lieutenant FFL, a été mortellement blessé le 17 novembre 1944 à Belfort ; Cadet de la France libre et Compagnon de la Libération, il est titulaire de la Croix de guerre avec palme et de la Médaille de la Résistance avec rosette.
Un habitant de Locquirec, Valentin Cadran, participa à l'évasion du Jean Bart, et c'est d'ailleurs sa maison que les Allemands réquisitionnèrent lorsqu'ils vinrent à Locquirec, alors que sa femme y vivait avec leurs trois fils. Nous noterons que monsieur Cadran était l'oncle de René Cadran, ancien maire de Locquirec[réf. souhaitée].

#### L'après-Seconde Guerre mondiale
Un soldat de Locquirec, Robert Cudennec, a été tué pendant la guerre d'Indochine. Par ailleurs, trois soldats originaires de Locquirec (J. Briand, G. Guéguen, Y. Le Goff) sont décédés dans des Théâtres d'opérations extérieures (sans autre précision).

## Jumelages
- Plestin-les-Grèves (France)
- Drumshanbo (Irlande)
- Avinyó (Espagne)

## Démographie

### Évolution démographique
L'évolution du nombre d'habitants est connue à travers les recensements de la population effectués dans la commune depuis 1793. Pour les communes de moins de 10 000 habitants, une enquête de recensement portant sur toute la population est réalisée tous les cinq ans, les populations de référence des années intermédiaires étant quant à elles estimées par interpolation ou extrapolation. Pour la commune, le premier recensement exhaustif entrant dans le cadre du nouveau dispositif a été réalisé en 2008.
En 2022, la commune comptait 1 543 habitants, en évolution de +10,06 % par rapport à 2016 (Finistère : +2,16 %, France hors Mayotte : +2,11 %).
| 1793 | 1800 | 1806 | 1821  | 1831  | 1836  | 1841  | 1846  | 1851  |
| ---- | ---- | ---- | ----- | ----- | ----- | ----- | ----- | ----- |
| 833  | 778  | 920  | 1 013 | 1 070 | 1 089 | 1 067 | 1 244 | 1 206 |

| 1856  | 1861  | 1866  | 1872  | 1876  | 1881  | 1886  | 1891 | 1896 |
| ----- | ----- | ----- | ----- | ----- | ----- | ----- | ---- | ---- |
| 1 231 | 1 205 | 1 234 | 1 171 | 1 055 | 1 098 | 1 089 | 960  | 939  |

| 1901 | 1906 | 1911 | 1921 | 1926 | 1931  | 1936  | 1946  | 1954  |
| ---- | ---- | ---- | ---- | ---- | ----- | ----- | ----- | ----- |
| 965  | 987  | 974  | 940  | 976  | 1 095 | 1 200 | 1 065 | 1 071 |

| 1962 | 1968 | 1975  | 1982  | 1990  | 1999  | 2006  | 2008  | 2013  |
| ---- | ---- | ----- | ----- | ----- | ----- | ----- | ----- | ----- |
| 972  | 965  | 1 035 | 1 059 | 1 226 | 1 293 | 1 405 | 1 437 | 1 354 |

| 2018  | 2022  | - | - | - | - | - | - | - |
| ----- | ----- | - | - | - | - | - | - | - |
| 1 510 | 1 543 | - | - | - | - | - | - | - |

Commentaire : La population de Locquirec a évolué en dents de scie ces deux derniers siècles : la commune a connu un premier maximum démographique en 1846, atteignant cette année-là 1 244 habitants, après avoir gagné 411 habitants depuis 1793, date du premier recensement (+ 49,3 % en 53 ans). La population stagne, puis décline ensuite jusqu'en 1921, la commune n'ayant plus à cette date que 920 habitants (- 26,0 % en 75 ans). Elle augmente à nouveau pendant l'entre-deux-guerres, atteignant presque son niveau de population de 1846, avant de connaître un nouveau déclin démographique jusqu'en 1968, année où la commune n'a plus que 965 habitants, à peine plus que lors du minimum démographique de 1921. Depuis, la commune connaît une forte augmentation démographique, gagnant 472 habitants entre 1968 et 2008 (+ 48,9 % en 40 ans), atteignant son maximum démographique cette année-là avec 1 437 habitants, avant de connaître toutefois un léger tassement en 2012.
La population de Locquirec est âgée : les 60 ans et plus représentent en 2012 45,1 % de la population totale ; les 75 ans et plus représentent à eux seuls 17 % de la population totale à cette date, soit plus que les 0 à 14 ans qui ne formaient que 13,2 % de la population totale. Cela est dû à sa situation littorale, la commune attirant de nombreux retraités. Le statut de station balnéaire explique aussi que les résidences secondaires (853 en 2012, soit 51,8 % du parc immobilier total) y soient plus nombreuses que les résidences principales. Le vieillissement explique que la commune a constamment depuis au moins 1968 un solde naturel constamment négatif (oscillant entre - 0,5 % et - 1,3 % l'an selon les périodes intercensitaires), le taux de mortalité (18,1 pour mille entre 2007 et 2012) étant toujours nettement supérieur au taux de natalité (6,9 pour mille entre 2007 et 2012). Par contre, l'attractivité littorale explique que la commune a au moins depuis 1968 une immigration nette, son solde migratoire étant constamment positif, oscillant entre + 0,8 % et + 2,8 % l'an selon les périodes.
En 2015, la commune ne possède plus qu'un seul hôtel (le « Grand Hôtel des Bains », un « quatre étoiles » disposant de 36 chambres), mais possède trois terrains de camping disposant d'une capacité totale de 447 emplacements.

### Évolution du rang démographique
| selon la population municipale des années : | 1968 | 1975 | 1982 | 1990 | 1999 | 2006 | 2009 | 2013 |
| Rang de la commune dans le département      | 199  | 163  | 166  | 152  | 145  | 146  | 145  | 157  |
| Nombre de communes du département           | 286  | 283  | 283  | 283  | 283  | 283  | 283  | 283  |

En 2016, Locquirec était la 155e commune du département en population avec ses 1 402 habitants (territoire en vigueur au 1er janvier 2019), derrière Landudec (154e avec 1 419 habitants) et devant Plougourvest (156e avec 1 400 habitants).

## Culture locale et patrimoine

### Lieux et monuments
- L'église Saint-Jacques (XVIIe siècle), dont la voûte du chœur et des transepts est polychromée, est classée au titre des Monuments historiques par arrêté du 27 mars 1914[112].

- Le cimetière attenant à l'église est classé au titre des Monuments historiques par décret du 27 octobre 1938[113].
- Le manoir de l'Île-Blanche (XVIIe siècle).
- Le Grand Hôtel des Bains, qui accueillit en 1977 le tournage du film, L'Hôtel de la plage, film de Michel Lang, avec entre autres Guy Marchand.

### Romans dont l'action se déroule à Locquirec
- Alexandre de Lavergne (1808-1879), La Circassienne, 1856[114].
- Pierre Maël, La roche qui tue, 1858[115] ; Le drame de Rosmeur (1897) ; Mademoiseille Pompon (1903)[116].
- Pierre Zaccone, Mémoires d'un commissaire de police, 1879[117].
- Charles Mérouvel, Un lys au ruisseau : vices du jour, 1899[118].
- Guillaume Joseph Gabriel de La Landelle, Histoires maritimes, 1884[119].
- Michel Courat, Ça meurt sec à Locquirec, Bargain, 2008[120]

### Film tourné à Locquirec
- L'Hôtel de la plage, de Michel Lang (1978)

### Tableaux
- Léopold Beau[121] (né le 25 octobre 1811 à Morlaix) : Vue de Locquirec, 1834[122].
- Yan Dargent : Bords de mer, à Locquirec (1857)[123].

### Personnalités liées à la commune
- L'académicien Michel Mohrt (1914-2011), né à Morlaix, y possédait une maison de vacances, où il séjournait régulièrement[124].
- François Seité (1923-1944), né à Locquirec, officier des Forces françaises libres, Compagnon de la Libération.
- Léon Fleuriot, historien et linguiste, spécialiste des langues celtiques (1923-1987), né à Morlaix et qui y possédait une maison de vacances, y est enterré.
- L'historien Jean-Christophe Cassard (1951-2013) y est enterré. Né à La Rochelle, originaire de la région de Locquirec par sa mère, il y habitait[125].
- Le musicien Pierre Sangra, né en 1959 à Fontenay-sous-Bois, y possède une maison de famille où il réside régulièrement.
- L'auteur-compositeur-interprète Thomas Fersen, né à Paris en 1963, y réside.
- Le chanteur et musicien Jean-Pierre Riou, né à Morlaix en 1963, leader du groupe Red Cardell, y réside.
- Le chanteur et musicien Léopold Riou, né à Lannion en 1996, guitariste du groupe Matmatah, y réside.
- Le pilote automobile et consultant F1 sur Canal+, Franck Montagny,  y réside.
- Élodie Bonafous (1995-), navigatrice, est originaire de Locquirec.

### Héraldique
| Blason de Locquirec | Blason  | D'azur au chevron, accompagné en chef de deux roues de moulin et en pointe d'une nef, le tout d'argent. |
| Blason de Locquirec | Détails | Le statut officiel du blason reste à déterminer.                                                        |